# História de Action Comics

A História de Action Comics, uma revista em quadrinhos americana, teve início em 1938 e desde então confunde-se com a história de seu protagonista, o super-herói Superman, embora outros personagens tenham figurado em destaque em suas páginas - os heróis da "Era de Ouro" Tex Thompson, Vigilante, Zatara e Congo Bill; a heroína Supergirl durante a "Era de Prata"; Asa Noturna, Canário Negro, Deadman, Falcão Negro e o Vingador Fantasma entre 1988 e 1989, durante o breve período em que a revista foi publicada semanalmente; e o vilão Lex Luthor, entre 2010 e 2011.
Lançada originalmente em abril de 1938 — sendo posterior à Adventure Comics (dezembro de 1935) e à Detective Comics (março de 1937), que, apesar da menor quantidade de edições, é a mais longeva revista em quadrinhos publicada continuadamente, pelo período em que já vem sendo lançada ininterruptamente — é considerada uma das mais importantes e emblemáticas revistas em quadrinhos existentes, e é atualmente comercializada em edições lançadas mensalmente e simultaneamente de forma digital e impressa. Apesar das alterações em suas periodicidade e formato, inclusive com a suspensão de sua publicação em mais de uma oportunidade, já teve mais de 900 edições lançadas, o que a torna, em quantidade de edições, a maior série de seu gênero na história dos Estados Unidos.
Dentre as histórias publicadas desde seu surgimento destacam-se, além do trabalho original de Jerry Siegel e Joe Shuster nas décadas de 1930 e 1940, responsável por estabelecer Superman como um personagem popular nos Estados Unidos e no mundo, as histórias Luthor Unleashed e Rebirth!, publicadas em Action Comics #544 (1983), uma edição comemorativa que celebrou o 45° aniversário da publicação, e responsáveis por reformular, respectivamente, os vilões Lex Luthor e Brainiac, e estabelecer algumas características que os acompanhariam a partir dali, e Whatever Happened to the Man of Tomorrow?, escrita pelo britânico Alan Moore e considerada uma das melhores e mais importantes histórias de Superman, cuja conclusão foi publicada em Action Comics # 583 (1986). A conclusão do evento crossover que encerraria a continuidade até então estabelecida, a minissérie Crise nas Infinitas Terras, levaria ao estabelecimento de uma nova continuidade, denominada "pós-Crise", que se estenderia até 2011
Entre 1986 e 2011, a revista passaria por três hiatos, com a suspensão de sua publicação em distintos períodos de 1986, 1993 e 2010. Nesse período foram publicadas histórias significativas como What's so Funny about Truth, Justice & the American Way?, escrita por Joe Kelly, publicada em Action Comics #775 (2001) e considerada pela Revista Wizard como uma das mais bem escritas da década de 2000. Nos anos seguintes, escritores como o americano Geoff Johns e o britânico Paul Cornell estiveram envolvidos de forma significativa na produção da revista. Mais de 900 edições haviam sido publicadas entre abril de 1938 e setembro de 2011, quando ocorreu o relançamento da revista sob um novo número 1, e o início de uma nova continuidade denominada "Os Novos 52". O escritor Grant Morrison foi o responsável pelos roteiros da revista no início dessa nova fase, estabelecendo uma história de origem reformulada para Superman durante as primeiras 18 edições da revista. Posteriormente, Morrison seria sucedido por outros profissionais, dentre estes destacando-se o trabalho de Greg Pak e Aaron Kuder. Entre 2015 e 2016, uma série de mudanças na editora levaria à uma revisão das decisões tomadas em 2011, e após 52 edições desde o relançamento, a revista retomaria sua numeração clássica a partir da sua 957ª edição, publicada em junho de 2016.

## Antecedentes e contexto
Em dezembro de 1935, a então "National Allied Publications" lançou sua segunda série mensal, sob o título New Comics. Tal qual a revista em formato tabloide New Fun, publicada pela editora desde fevereiro daquele ano, a revista se dedicava à publicação de histórias cômicas e de aventura. Em sua décima-segunda edição, publicada em janeiro de 1937, o título foi alterado para New Adventure Comics e assim seguiria até novembro de 1938, quando seu título foi novamente alterado para Adventure Comics, o qual manteria por todo o restante de sua publicação.
Nesse ínterim, Malcolm Wheeler-Nicholson, proprietário da National, visando quitar um débito com Harry Donenfeld, um dos donos da distribuidora de revistas Independent News, tornou-se sócio de Jack Liebowitz, contador de Donenfeld, formando a empresa "Detective Comics". A fusão com Liebowitz possibilitou o lançamento, em março de 1937, de uma terceira revista, intitulada Detective Comics e a continuidade de dois títulos publicados até então pela National. No início do ano seguinte, Donenfeld assumiu o controle da editora e foi sob a sua gestão que fora lançado aquela que se tornaria a mais emblemática série da editora — Action Comics, responsável por lançar em sua primeira edição o personagem Superman.

## Histórico de produção inicial

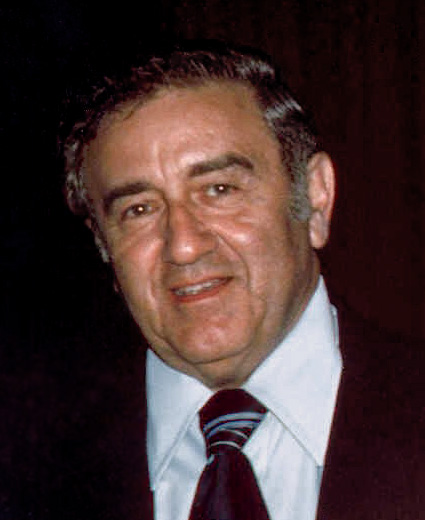
Jerry Siegel, um dos criadores de Superman.
Foto:Alan Light/1976

Jerry Siegel e Joe Shuster viram sua criação, Superman, ser lançada em Action Comics #1 em abril de 1938 — a capa não aponta a data de lançamento, mas de recolhimento da edição: junho de 1938 — após por anos tentar, sem sucesso, encontrar uma editora para seu personagem, originalmente concebido para ser publicado como uma tira de jornal. Superman foi originalmente um louco careca criado por Siegel e Shuster, que usou suas habilidades telepáticas para destruir a humanidade. Esta versão apareceu em um fanzine americano intitulado "Science Fiction" na história The Reign of the Super-Man. Siegel, em seguida, comentou:
| “ | E se o Superman fosse uma força para o bem ao invés de para o mal? | ” |

No ano seguinte o personagem passaria por uma série de reformulações nas mãos dos dois autores, que passariam a oferecê-lo a diversas empresas, sempre com resultados negativos, até que em 1938 a "National Periodical Publications" — com quem os dois já haviam trabalhado anteriormente, tendo sido os responsáveis por uma das história publicadas na primeira edição de Detective Comics, criando o detetive Slam Bradley — os convidou para contribuir com um novo personagem para a mais recente publicação da National. Mostraram Superman para apreciação, e uma vez aprovado, passaram a recortar e colar as tiras de jornal da amostra que tinha preparado no formato de páginas de uma revista em quadrinho.
A escolha de Superman como o personagem que figuraria na capa, em meio aos vários personagens que também apareceriam no interior daquela primeira edição, seria posteriormente citada por Liebowitz como "quase acidental", em razão do escasso prazo de fechamento da revista, mas se mostraria acertada: toda a tiragem seria vendida rapidamente e, a partir de sua quarta edição, Action já começaria a apresentar um significativo aumento em suas vendas, em comparação com os demais títulos da National: entre 1938 e 1939, já possuía uma tiragem de mais de 500 mil exemplares — mais que o dobro da tiragem inicial da primeira edição, de 200 mil exemplares.

### 1938-1940: As primeiras histórias de Superman na "Era de Ouro"

Action Comics #23 (1940): Superman, "o defensor dos oprimidos", lidava com questões urbanas, enfrentando majoritariamente empresários e políticos corruptos, quando encontrou o cientista "Luthor" durante a continuação da história War in Europe, iniciada na edição anterior.

A publicação de Action Comics #1 marca o início da "Era de Ouro" das histórias em quadrinhos americanas. A "Era de Ouro" compreenderia o material produzido entre o final da década de 1930 e o final da década seguinte, aproximadamente. Alguns dos mais conhecidos super-heróis foram criados nesse período — além de Superman, Batman, Mulher Maravilha, Capitão Marvel e Capitão América. Posteriormente, as revistas tornaram-se um divertimento barato, quase descartável, que se tornaria bastante popular entre a população, particularmente com as tropas durante a Segunda Guerra Mundial.
As primeiras histórias de Superman refletiam os costumes da sociedade da época. Superman enfrentava políticos corruptos, ladrões e criminosos "comuns" com muita violência. Seus poderes eram reduzidos, pois a origem vigente estabelecia que os habitantes do planeta Krypton haviam evoluído para a perfeição física, e essa seria a origem "científica" de suas habilidades, ampliadas pela gravidade menor da Terra, permitindo-lhe dar grandes saltos, mas não voar, e ter uma força muito maior que um homem comum. Ao criar o personagem, Siegel e Shuster o firmaram como "a representação das máximas aspirações humanas naquele momento", um ser mitologicamente comparável a Hércules e "uma síntese mais perfeita da noção de herói" e com forte apelo político, pois se dedicava a combater injustiças sociais. O próprio Superman era identificado repetidamente nas histórias como um "defensor dos oprimidos".
Apenas dois "super-vilões" surgiriam nas primeiras histórias, mas ainda assim inseridos numa temática mais urbana, similar às demais histórias da revista: o Ultra-Humanoide seria introduzido em sua forma humana numa trama envolvendo companhias de táxi publicada em Action Comics #13 e Lex Luthor surgiria durante War in Europe, uma trama em duas partes publicada nas edições 22 e 23.
O jornalista Darren Mooney sintetizaria essa versão original do personagem ao elaborar uma resenha das primeiras histórias da revista: 'Esta é uma versão de Superman que não tem absolutamente nenhum escrúpulo na aplicação de seu poder absoluto. Ele não se importa com a lei ou com o sistema, e depende inteiramente de seu próprio código de ética para justificar suas ações". Por mais que o personagem tivesse uma origem alienígena, as suas primeiras histórias não exploravam isso, e sequer eram apresentados temas de ficção científica, algo típico de histórias posteriores. Eram apresentados crimes e temas mais sombrios, e Superman era praticamente um "anti-herói", que agia com agressividade e frieza. Nenhuma história de Action Comics nos primeiros anos sequer se importava em mostrar as implicações éticas ou morais das ações do personagem.
Whitney Ellsworth se tornou o editor responsável pelas histórias, e no início da década de 1940 determinou que o personagem não faria mais uso de força excessiva que lhe era característica em suas histórias, para evitar possíveis problemas com a censura americana. A mudança aumentaria o apelo infantil da revista.

### Os primeiros anos deAction Comicsalém de Superman
Originalmente, Action Comics era uma antologia com uma série de outras histórias, além daquelas protagonizadas por Superman. Zatara, o mágico, era um dos outros personagens que tiveram suas próprias histórias publicadas nas primeiras edições — Zatanna, uma heroína introduzida na década de 1960, é filha de Zatara — e havia também o super-herói Tex Thomson, que eventualmente adotou as alcunhas de "Mr. América" e depois "Americommando".
O cowboy fictício "Vigilante" também teve uma longa participação na revista. Às vezes as histórias de personagens mais humorísticos eram incluídas, como os de Hayfoot Henry, um policial que falava por meio de rimas. Gradualmente, a quantidade de páginas da revista foi sendo reduzida, como forma de evitar com que o preço de capa de 10 centavos por edição fosse aumentado. Diminui-se a quantidade de histórias publicadas por edição e, consequentemente, havia menos espaço para outros personagens que não Superman — por um tempo, apenas as histórias de Congo Bill e de Tommy Tomorrow eram também publicadas na revista, mas logo após a introdução da Supergirl na edição #252 (maio de 1959) as histórias não relacionadas ao Superman ficariam completamente esquecidas.

### Décadas de 1940 e 1950: De antologia para publicação de Superman

Action Comics #252 (1959): A icônica primeira aparição da Supergirl. O surgimento da personagem seria citado como determinante para que Action Comics deixasse de ser uma antologia e se focasse nas histórias de Superman.

Se no final da década de 1930 a revista já vendia cerca de 500 mil exemplares, na década de 1940 esse número já havia quase dobrado, com cada exemplar vendendo 900 mil cópias, um tiragem à época superada apenas pela revista Superman, lançada em 1939. Action passaria a focar-se majoritariamente nas histórias de Superman, e as tramas iriam evoluindo, refletindo o cotidiano dos Estados Unidos. A medida que os Estados Unidos se afastavam da Grande Depressão e se aproximavam da Segunda Guerra Mundial, os oponentes de Superman mudariam de políticos e empresários corruptos para nazistas e comunistas, e, se nas suas primeiras aparições o herói enfrentava criminosos comuns, com o tempo suas histórias passariam a ganhar um viés mais "extraordinário" com o surgimento dos primeiros "supervilões".
Em 1947 teria início a disputa de Siegel e Shuster com a editora pelos direitos do personagem, o que resultaria em um julgamento desfavorável aos criadores, bem como na perda de seus empregos. Wayne Boring, assistente de Shuster, foi promovido à desenhista principal de Superman, trabalhando em diversas edições de Action Comics. Boring permaneceria trabalhando com o personagem até o final da década de 1950 e, ao lado de Curt Swan e Al Plastino, que ficaram responsáveis pelas histórias menores, trouxe mudanças na caracterização das histórias: os artistas começariam a desenhar Superman com o porte físico comparável ao de um halterofilista; os cenários passariam a destacar os arranhas-céus de Metropólise; e robôs autômatos se tornariam comumente os oponentes enfrentados pelo personagem nas suas histórias.
O afastamento dos criadores representaria uma significativa queda na qualidade das histórias durante a primeira metade da década seguinte. O surgimento do Comics Code Authority, em 1954, impondo uma série de regras que visavam impedir que as histórias influenciassem negativamente as crianças americanas, também seria visto como um dos fatos que contribuiriam para que a década de 1950 fosse considerada uma "década perdida" para o personagem.
A necessidade de se criar histórias "mais leves" para a revista seria imperiosa na caracterização do personagem: os conceitos de "bom-mocismo" começariam a ser fortemente representados e os atos do personagem fariam com que ele fosse visto de forma pouco elogiosa como um "super-escoteiro".
Apesar dos contratempos, os anos de 1958 e 1959 seriam importantes para a revista, pois marcariam a publicação de histórias que estabeleceriam importantes elementos da mitologia de Superman: em Action Comics #241 seria publicada a primeira história envolvendo a Fortaleza da Solidão — então conhecida como "Forte Superman" — e na edição seguinte surgiria Brainiac, que viria a se tornar um dos mais importantes antagonistas. Em março de 1959 seria publicada Action Comics #252, responsável por apresentar Kara Zor-El, a prima de Superman, a primeira personagem a adotar a alcunha de Supergirl e continuar aparecendo de forma recorrente nas histórias da editora.

### 1956-1970: A "Era de Prata" das histórias em quadrinhos de Superman e de Supergirl
O término da Era de Ouro é motivo de debate, mas considera-se geralmente como marco inicial da Era de Prata a publicação da revista Showcase Comics #4, lançada pela DC em 1956. Naquela edição apresentou-se uma nova versão, modernizada, do personagem The Flash — o primeiro de muitos personagens a serem repaginados pela editora nos anos seguintes sob o comando do editor Julius Schwartz. À época, apenas três super-heróis ainda tinham suas revistas e histórias publicadas de forma regular pela editora — Superman, Batman e Mulher Maravilha - mas entende-se que as histórias do período não eram realmente dignas de nota: Segundo historiadadores, Superman estava disponível "em grande quantidade, mas em pouca qualidade".

#### Supergirl se destaca emAction Comicse surge o "Multiverso"
Durante a "Era de Prata" a editora exploraria pela primeira vez alterar a periodicidade da revista, publicando, entre 1966 e 1969, quatro edições "extras", todas protagonizadas pela Supergirl. A primeira vez em que a revista ganharia uma 13ª edição seria em março de 1966, quando duas edições foram lançadas num mesmo mês: a edição 334  — que contou com 80 páginas de história e um formato diferenciado, republicando histórias antigas protagonizadas pela Supergirl, que inclusive figurava em destaque na capa — e a edição 335, que seguiu o padrão que vinha sendo adotado pela revista: uma história de Superman ocupando a maior parte da revista e uma história curta de outro personagem nas demais páginas. No ano seguinte novamente Supergirl protagonizaria uma edição extra com 80 páginas dedicadas exclusivamente à republicação de histórias antigas: seria a edição 347, publicada em março de 1967. As edições 360 e 373, lançadas em 1968 e 1969, também adotariam o mesmo formato.
Com a publicação, em 1961, na 123ª edição da revista The Flash, da emblemática história Flash of Two Worlds, surgiria o conceito do "Multiverso DC", uma representação ficcional da interpretação da mecânica quântica que propõe a existe de universos paralelos. Escrita por Gardner Fox e ilustrada por Carmine Infantino a história, sob a orientação de Julius Schwart, estabeleceria que os personagens surgidos durante o período denominado "Era de Ouro dos Quadrinhos" (entre 1938 e 1955), bem como as histórias por eles protagonizadas, pertenceriam a um universo paralelo denominado "Terra 2", distinto daquele em que ocorriam as histórias publicadas pela editora durante a década de 1960. Como as histórias de Superman vinham sendo publicas ininterruptamente, era preciso esclarecer quais edições de Action Comics pertenceriam ao cânone estabelecido, e em 1969 ficou decidido que o personagem surgido em Action Comics #1 era Kal-L, o Superman da Terra 2 e somente as histórias publicadas durante a década de 1960 que poderiam ser consideradas como protagonizadas pelo "Superman da Terra 1".

#### A popularização dos super-vilões

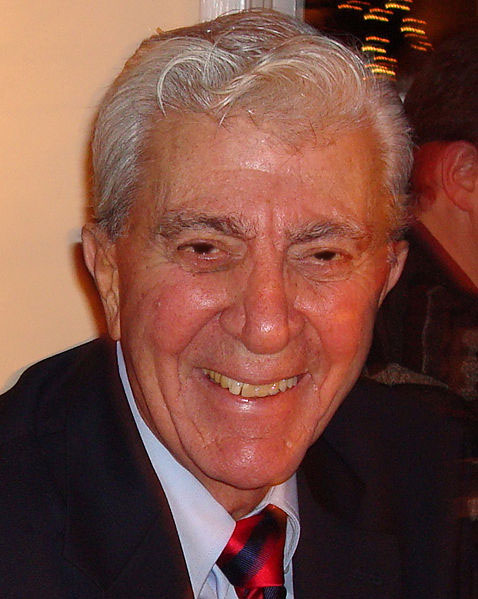
Al Plastino, em foto de 2007. Plastino foi o co-criador, com o escritor Otto Binder, do vilão Brainiac, e desenhou a primeira aparição do vilão Parasita, criado por Jim Shooter.

O conceito de "super-vilões" começara a surgir na década de 1940. O Ultra-Humanoide já havia aparecido numa história isolada em 1939, apresentado como um cientista que teria a habilidade de transferir sua mente para outros corpos, mas seria na década seguinte que personagens dessa categoria se tornariam mais populares: "Luthor", uma versão preliminar do vilão Lex Luthor surgiria em Action Comics #23, publicada em 1940, o Galhofeiro em 1942, em Action Comics #42 e o Homem dos Brinquedos em 1943, em Action Comics #64. Luthor surgiu como um um típico vilão "cientista louco", caracterizado como megalomaníaco, e, embora não possuísse super-poderes, era confundido com o Ultra-Humanoide. Luthor se tornaria um dos principais inimigos de Superman nas histórias publicadas na década de 1940.
Galhofeiro e Homem dos Brinquedos eram criminosos caracterizados pelo humor em suas ações, e seriam incluídos em várias histórias do primeiros anos de Action Comics, ocasionalmente atuando juntos contra Superman. Em 1958, em Action Comics #242 havia sido publicada a primeira história com o vilão Brainiac, que viria a se tornar nos anos seguintes um dos mais importantes vilões da revista e do personagem. Conforme apontaria o escritor Geoff Johns anos mais tarde, ao escrever um arco de história que reintroduziria o personagem, publicado também em Action Comics: "[Lex] Luthor representa o que há de pior na humanidade, e Brainiac, o que há de pior nos extraterrestres". Brainiac fora inspirado no personagem "Romado", que havia aparecido primeiramente nas histórias da tira de jornal de Superman. Ambos os personagens compartilhavam do mesmo hábito de encolher cidades de diferentes planeta, "arquivando" civilizações.
Embora Action Comics #252, publicada em 1959, tenha se tornado conhecida principalmente por apresentar numa história produzida por Otto Binder e Al Plastino a primeira aparição da personagem Supergirl, na mesma edição uma outra história introduziria o personagem "John Corben", que viria a se tornar o vilão Metallo. No mesmo ano surgiria Bizarro, uma versão defeituosa de Superman inspirada numa história publicada no ano anterior na revista Superboy #68. A origem do vilão, conforme apresentada em Action Comics, o estabelecia como uma criação de Lex Luthor, que pretendia criar uma duplicata de Superman. Na história, Bizarro se apaixonava por Lois Lane e Superman utilizaria a mesma máquina duplicadora que havia criado o vilão para gerar uma "versão bizarra" de Lois, que se casaria com o vilão. Juntos, Bizarro e "Lois Lane Bizarro" abandonariam o planeta Terra. Na década de 1960 ocorreu o surgimento do vilão Parasita, na 340ª edição de Action

### Década de 1970 e primeira metade da década de 1980: a "Era de Bronze"
É comumente aceito que a Era de Prata foi sucedida pela Era de Bronze. O marco de transição entre um período e o outro, entretanto, não é claro, e existem diversas possibilidades tanto para o término de uma quanto para o início da outra. O pesquisador Arnold T. Blumberg acredita que a transição entre os dois períodos foi gradual, se estendendo desde o final da década de 1960 até 1973, quando foi publicada pela Marvel Comics a história The Night Gwen Stacy Died - o ápice de um ideal que vários profissionais vinham defendendo naquele período de transição: abordar temas mais maduros, ainda que estes estivessem sendo "filtrados" pela "lente simplista dos super-heróis".

#### A aposentadoria de Mort Weisinger

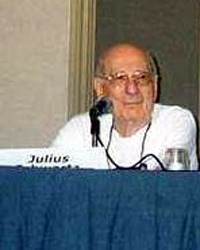
O editor Julius Schwartz foi um dos principais profissionais a trabalhar na "Era de Prata". A partir da década de 1970, se tornou o editor das histórias de Superman.

A década de 1970 marca o término das contribuições do editor Mort Weisinger, que em 1971 se aposentaria, sendo substituído por Julius Schwartz. Comumente entende-se que a "Era de Prata" das histórias em quadrinhos americanas terminou em abril de 1970, mês em que Julius Schwartz, o homem responsável por iniciar a Era de Prata, abandonou o cargo de editor da revista Green Lantern, protagonizada por um dos heróis que ele havia ajudado a reinventar, em favor de Denny O'Neil e Neal Adams. Na coluna "Scott's Classic Comics Corner", um dos jornalistas do site americano Comic Book Resources apontaria diversas possibilidades para o término da  e, embora uma das mais aceitas fosse a publicação de Green Lantern/Green Arrow #76, a primeira história de O'Neil e Adams, houve outros eventos significativos naquele período, incluindo a aposentadoria de Weisinger, evento que poderia ser entendido como o ponto de transição entre a "Era de Prata" e a "Era de Bronze".
Em novembro de 1968 fora publicada a primeira alteração significativa na formatação das capas de Action Comics: Ao invés de exibir apenas o logo da revista, a edição 369 inclui, acima do logo, uma indicação expressa de que a revista possuía histórias de "Superman e Supergirl" na revista, bem como uma imagem dos dois ao lado do título da revista. Este padrão continuaria sendo adotado por todas as edições publicadas não apenas em 1969 - após as histórias da Supergirl serem substituídas pelas da Legião dos Super-Heróis, o nome da personagem foi substituído pelo da equipe, e sua imagem suprimida - mas também nas primeiras edições publicadas durante a década de 1970. Em outubro de 1970, a imagem de Superman na capa foi levamente alterada, e as indicação acima do logo tratava do enredo daquela edição. À época, a revista ainda publicava histórias de outros personagens, mas eles recebiam pouca atenção nas capas. A partir da edição 419, publicada em 1972, isso foi alterado: tais histórias receberam o título de "Action Plus" e passariam a ser mencionadas nas capas da publicação. O primeiro personagem a figurar nesse "novo" segmento foi Christopher Chance, o Alvo Humano.

#### Edições comemorativas de 40 e 45 anos
Durante a década de 1970, outros personagens teriam histórias suas publicadas na revista, como o Arqueiro Verde, Ray Palmer e o Superman da Terra 2, que, em 1978 foi o protagonista da 484ª edição de Action, que comemorava o aniversário de 40 anos de publicação da revista e do personagem. Na história, após ter sua memória temporariamente apagada por um vilão, Clark Kent esquece que é o Superman e, passando seus dias integralmente como repórter, acaba finalmente se envolvendo romanticamente com Lois Lane, a quem pede em casamento. Lois acaba deduzindo que Clark e Superman são a mesma pessoa, e após fazer com que o personagem recobre sua memória, casa-se com ele.
À época, a revista já era lançada sob o título Superman's Action Comics, que havia sido adotado pela primeira vez em dezembro de 1975, em Action Comics #454 e continuaria sendo utilizado até maio de 1979, quando passou a ser adotado na capa da revista o título Superman starring in Action Comics.
Dentre as histórias publicadas durante o período inicial de Schwartz à frente das revistas destaca-se a série de confrontos entre Superman e Amazo, escritos por Cary Bates, desenhados por Curt Swan e publicados entre Action Comics 480 e 483, e as histórias "Luthor Unleashed" e "Rebirth!", ambas publicadas em Action Comics #544, edição comemorativa que celebrou o 45° aniversário da publicação, e responsáveis por reformular os vilões Lex Luthor e Brainiac, respectivamente. Luthor desenvolve uma armadura que lhe equipara a Superman e Brainiac converte toda a sua massa corporal em energia, transformando-se num ser robótico.
As histórias de Bates são vistas como a representação do personagem na "Era de Bronze": um herói experiente, mas que não age como "escoteiro". Bates era o roteirista da revista Superman, e foi o responsável por Luthor Unleashed, e Marv Wolfman, que escrevia Action Comics à época, escreveu Rebirth. A comemorativa reformulação dos vilões é considerada uma das melhores histórias da revista e Rebirth inclusive foi incluída em 2013 no livro Superman: A Celebration Of 75 Years, uma edição especial reunindo as mais importantes histórias publicadas desde a criação do personagem.

#### As últimas histórias de Julius Schwartz na década de 1980

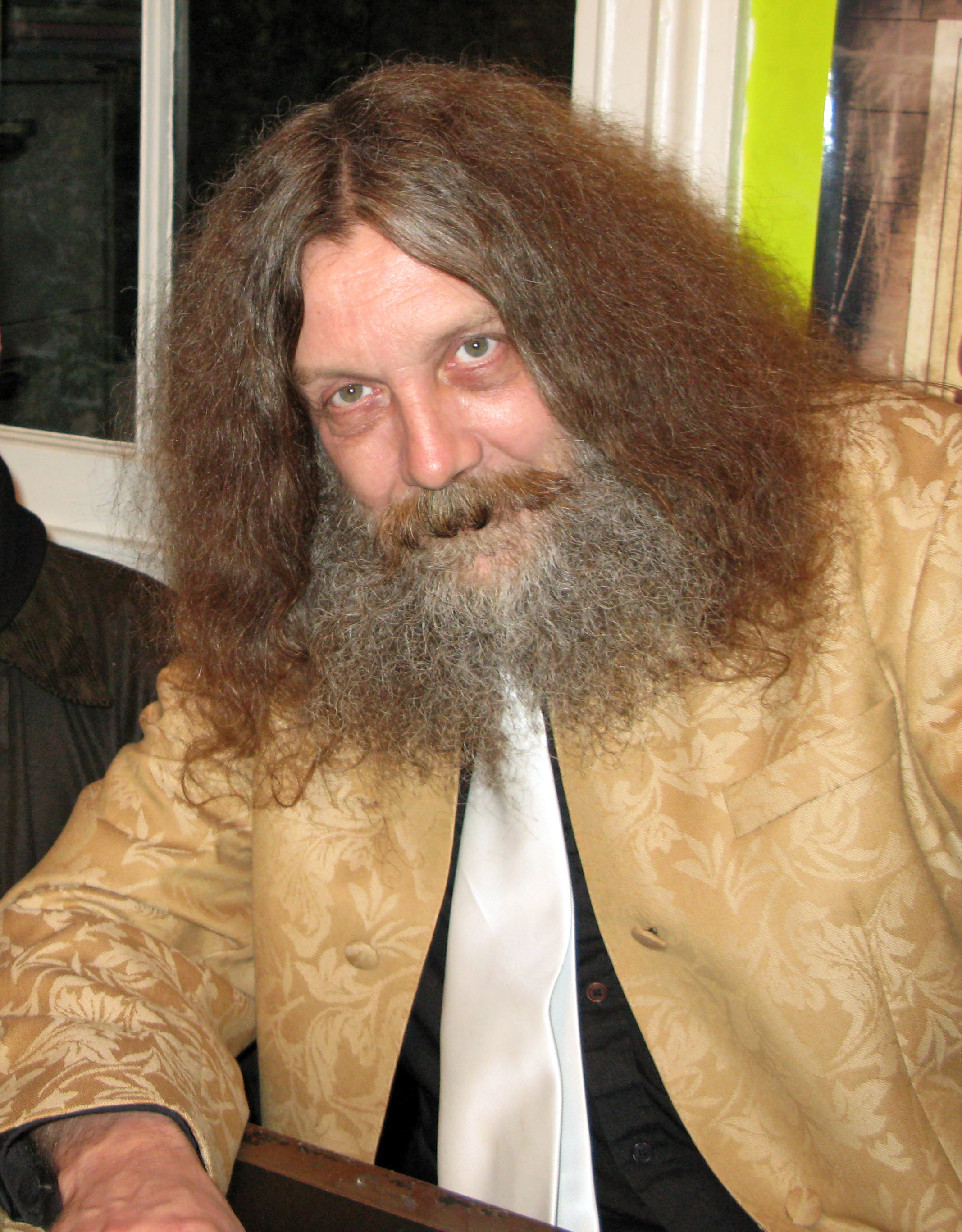
O inglês Alan Moore escreveu Whatever Happened to the Man of Tomorrow?, história cuja conclusão foi publicada em Action Comics #583.

Sob o título de Superman starring in Action Comics a revista continuaria sendo publicada até setembro de 1986, quando encerraria-se, por causa da conclusão do evento "Crise nas Infinitas Terras", a continuidade ficcional iniciada na década de 1960. Naquele mês foi publicada a 583ª edição, com a conclusão de Whatever Happened to the Man of Tomorrow?, história escrita por Alan Moore e desenhada por Curt Swan com a colaboração de Kurt Schaffenberger e George Pérez, e a última publicada na revista sob o comando do editor Julius Schwartz. Produzida com o objetivo de representar qual seria "a última" história da revista e do personagem, encerrando tudo que havia sido escrito até então, a história seria inicialmente roteirizada por Jerry Siegel, que, embora tenha se mostrado bastante entusiasmado com a ideia, declinou o convite.
Em resenha publicada no site brasileiro Universo HQ, as duas partes da história foram apontadas, ao lado de outras histórias escritas por Moore com o personagem, como bons exemplos que "reforçam a ideia de que as ideias anteriores ao evento não estavam desgastadas - eram os autores que tinham perdido o jeito de fazê-las brilharem de novo". Whatever Happened to the Man of Tomorrow? é comumente considerada a melhor história já publicada com o personagem e é vista como uma referência sobre como "encerrar" uma revista e sua continuidade.
Outra edição significativa do período "pré-Crise" foi disponibilizada em 1984: Action Comics #554, onde foi publicada "If Superman Didn’t Exist…", uma história homenageando os criadores do personagem escrita por Marv Wolfman.

### Uma nova continuidade na "Era de Ferro" apósCrise nas Infinitas Terras

#### 1986-1988: Hiato, John Byrne e históriasteam-up
Durante sua história, Action Comics foi publicada de forma regular, mensalmente e ao lado de Adventure Comics e Detective Comics. Se a mudança na periodicidade de Detective na década de 1970 - a revista deixou de ser publicada mensalmente e passou a ser lançada bimestralmente a partir de sua edição 435, lançada em maio de 1972, até a edição 445, lançada em janeiro de 1975 - havia permitido que Action a ultrapassasse em quantidade de edições lançadas, o cancelamento de Adventure, em 1983, possibilitaria que a revista ultrapassasse sua outra antecessora. Quando Adventure foi cancelada em sua 503ª edição, os outros dois títulos seguiram com sua publicação inalterada. Em 1986, Action passaria pela primeira alteração na sua periodicidade, e durante três meses a revista deixou de ser publicada, por sua relação com Superman - o único título protagonizado pelo personagem seria a minissérie The Man of Steel, escrita e desenhada por John Byrne.
Byrne fora contratado pela editora para reformular o personagem, criando inclusive uma uma nova origem após o evento "Crise nas Infinitas Terras" e seria a partir de The Man of Steel que seriam contadas as novas histórias do personagem, estabelecendo um novo cânone. Como parte dessa reformulação, toda a linha de revistas foi reformulada em janeiro de 1987. uma nova revista intitulada Superman foi lançada, com roteiros e desenhos de Byrne, e as duas outras revistas do personagem foram alteradas, a revista Superman original, mantendo sua numeração, teve seu título alterado para Adventures of Superman e passou a ser escrita por Marv Wolfman, enquanto Action Comics, também mantendo sua numeração original, passou a partir da edição 584 a ser uma revista dedicada à histórias do gênero team-up. A jornalista Sonia Harris, em texto de 2010, apontou que foi através das histórias de Byrne em Action Comics que ela e muitos leitores foram "apresentados" ao Universo DC. Em cada edição da revista um diferente personagem ou grupo de personagens protagonizava uma história ao lado de Superman: "Eu não costumo ser fã dessas besteiras [crossovers e team-ups], mas a forma como Byrne as produzia... Conhecíamos os mais mágicos (e, consequentemente, mais misteriosos) membros do Universo DC. Isso era algo que realmente me impressionava: a maior vulnerabilidade de Superman era a mágica e acontecia que, na DC, o mundo era cheio de mágica, ou pelo menos era assim que Byrne fazia parecer, literal e figurativamente".
O próprio Byrne afirmou, em editorial publicado na sua primeira edição, Action Comics #584, que sua intenção era produzir "uma revista bem básica", quase "primal", com histórias contidas e "menos 'cerebrais' que as planejadas para as outras revistas[de Superman]". Segundo Byrne, "nenhuma das histórias [de Action Comics] vai fazer o leitor pensar", pois esta seria a função das histórias publicadas em Superman e Adventures of Superman, onde ele e Wolfman explorariam "o lugar de Clark Kent no universo e suas atitudes em relação ao mundo e Superman". Action seria, portanto, apenas uma revista dedicada à histórias team-up, e, como tal, "a chave seria a ação".

#### Action Comics Weekly: mudança de formato de periodicidade

Arte de Dave Gibbons para a capa da 601ª edição, o início de Action Comics Weekly.

Em 1988, após a revista atingir a histórica marca de 600 edições publicadas, Byrne deixaria o cargo de roteirista e desenhista e a DC Comics tentaria, a partir de agosto daquele ano, retomar o formato de antologia, publicando a revista numa periodicidade semanal. A mudança duraria até junho do ano seguinte, e compreenderia as edições 601 à #642. Dentre os personagens que tiveram histórias curtas publicadas na revista durante este período estão, além de Superman, Asa Noturna, Canário Negro, Deadman, Falcão Negro e o Vingador Fantasma.  À época, a editora havia cancelado a revista Green Lantern Corps, e o personagem Hal Jordan passou a ter suas histórias publicadas exclusivamente em Action Comics Weekly.
Em 1989 a DC Comics, insatisfeita com o resultados obtidos, tanto em logística quanto em vendas, decidiu encerrar o "experimento" e retornar a revista ao formato mensal de publicação anteriormente adotado. O editor da revista, Mark Waid, contratou o então desconhecido escritor inglês Neil Gaiman para escrever a última edição, numa história que reunisse Jordan, Superman e outros dos personagens publicados durante aquele período.
Um dos elementos do roteiro, entretanto, impediu que a história fosse publicada: Jordan e Superman sabiam a identidade secreta um do outro, mas a reformulação promovida por John Byrne havia estabelecido o oposto. Quando Mike Carlin, editor do personagem, pediu à Gaiman que alterasse seu roteiro, este preferiu não modificar a história, então Elliot S! Maggin acabou sendo contratado para escrever a última edição e a história de Gaiman, conforme originalmente concebida, só seria publicada mais de dez anos depois, em A Lenda da Chama Verde.
No posfácio de A Lenda da Chama Verde, o editor Mark Waid relembra as circunstância em que se encontrava a revista como "caóticas". Por mais que a ideia de tornar Action uma antologia fosse um ótimo conceito, e tivesse gerado boas histórias, demandava um corpo editorial desproporcional para uma única revista: "continuadamente [Waid e mais de sessenta profissionais] nos víamos no olho do furacão, ajudando a coordenar, a cada semana, mais escritores, desenhistas, arte-finalistas, letristas e coloristas que a maioria das editoras empregavam num ano inteiro... tudo para a única revista de toda a linha editorial da DC que não podia ser lançada fora do prazo".

#### 1989 e início da década de 1990: Roger Stern e participação de George Perez

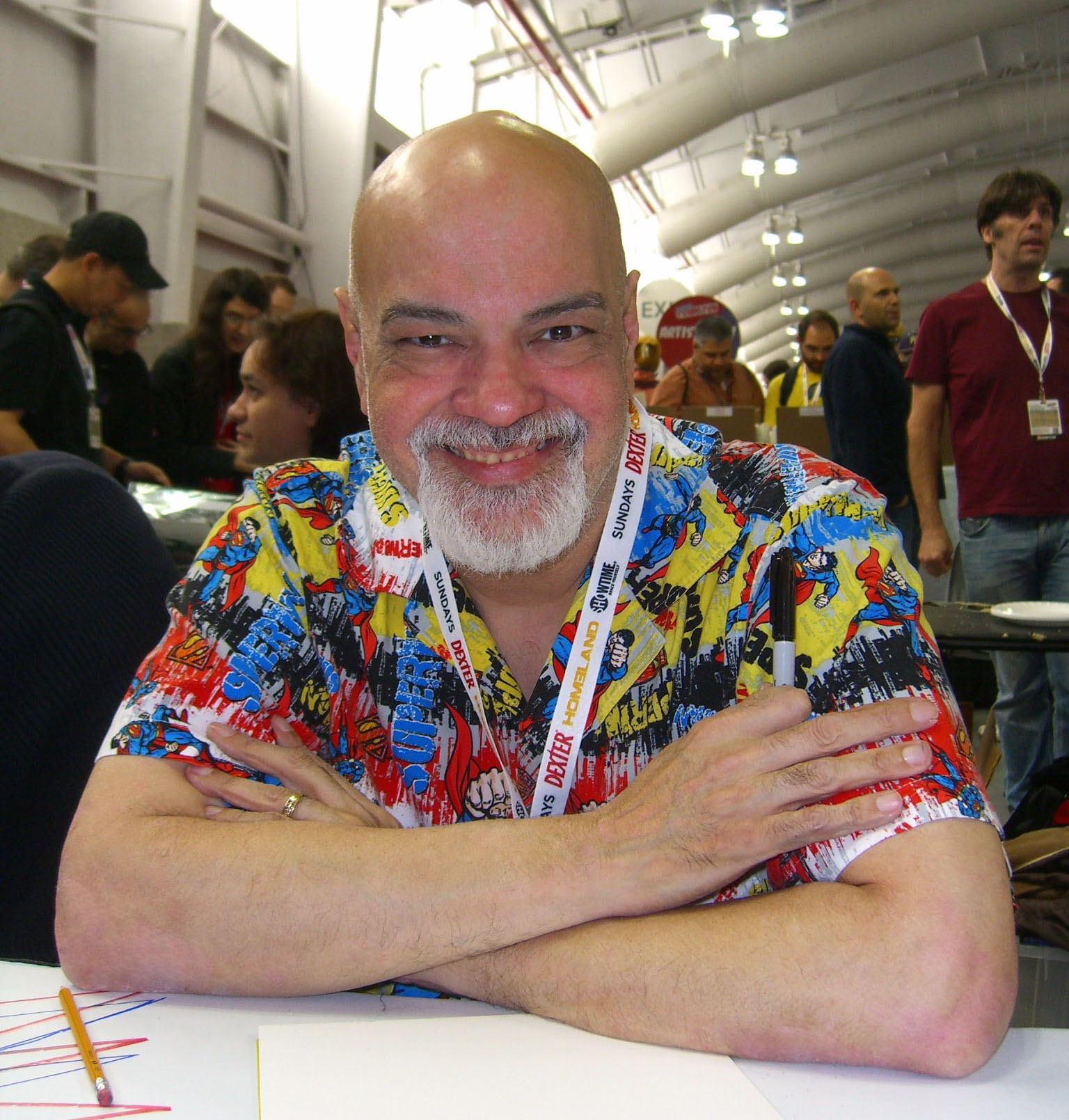
O escritor e desenhista George Perez, em foto de 2012.

Entre o final de 1989 e o início de 1990, George Perez contribuiu para dez edições da revista - Action  Comics #643-645, 647-653 - com argumentos e desenhos, buscando desenvolver os elementos kryptonianos relacionados ao personagem, estabelecendo o Erradicador como o responsável pela construção da Fortaleza da Solidão. As modificações de Perez no elenco de apoio de Superman não se restringiriam  à inclusão do Erradicador. Ele também criou a personagem Maxima e apresentou uma nova versão do vilão Brainiac em suas histórias.
No início da década de 1990 foi publicada Action Comics #662, com uma história escrita por Roger Stern e desenhada por Bob McLeod apresentando o momento em que Superman revelava para Lois Lane que ele e Clark Kent eram a mesma pessoa. Na década de 1990 a revista ainda esteve envolvida em importantes crossovers com as demais publicações do personagem, em histórias como Dark Knight Over Metropolis e The Krisis of the Krimson Kryptonite (1990), Time and Time Again (1991) e Panic in the Sky! (1992).

#### Segundo hiato e numeração extraordinária na década de 1990

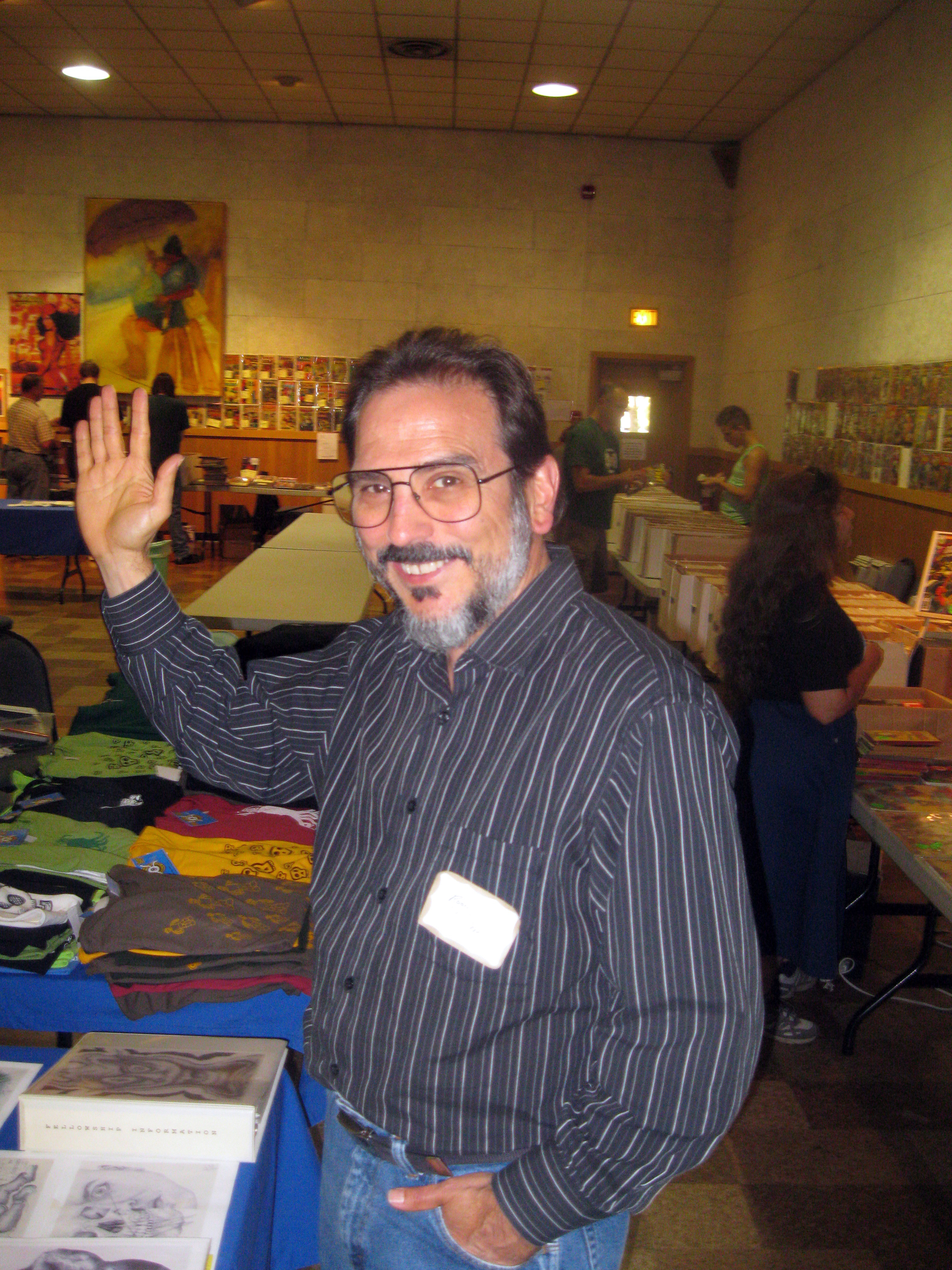
Roger Stern trabalhou como roteirista de Action Comics e de outras revistas de Superman entre 1989 e 1996 e foi um dos responsáveis pela morte do personagem e suas consequências.

Embora certos historiadores apontem a década de 1990 como parte da "era moderna" dos quadrinhos, série de eventos que compreenderia as revistas lançadas desde 1986 até a atualidade, muitos estudos a separam numa "era" distinta, denominada "Era de Ferro" ou "Era Sombria", por seu conteúdo sombrio e dramático. Nem Superman e, consequentemente, nem Action Comics passariam incólumes: após confrontar o monstro Apocalypse, Superman, embora bem-sucedido em derrotá-lo, faleceria. As duas edições de Action que foram publicadas após o evento retrataram em sua capa uma versão distinta de seu título. Com Superman morto, a revista não mais se chamou Superman in Action Comics, mas sim Supergirl in Action Comics pelas duas edições lançadas como parte da história Funeral for a Friend em novembro e dezembro de 1992. A partir de janeiro de 1993, a publicação da revista foi suspensa, e só foi retomada quatro meses depois, com o início do arco Reign of the Supermen, que mostrou quatro diferentes personagens buscando substituir Superman - Action Comics seria protagonizada pelo Erradicador até que Superman retornasse.
Reign of the Supermen representou significativas mudanças para o elenco de apoio do personagem - o próprio Erradicador, que passou a agir como herói durante a saga, apoiando Superman, havia surgido meses antes como um antagonista, e os personagens Aço e Superboy fizeram suas primeiras aparições - e para o Universo DC - a fictícia cidade americana de Coast City, lar do Lanterna Verde Hal Jordan foi completamente destruída pelo vilão Superciborgue - e foi um sucesso de vendas.
A perda de Jordan seria utilizada pela editora como pretexto para o lançamento, em 1994, do crossover Zero Hora. O objetivo da DC Comics com o evento era corrigir incongruências cronológicas na história do fictício universo das publicações surgidas após a "Crise nas Infinitas Terras" - parte delas decorrentes das alterações que John Byrne havia promovido na origem de Superman. Jordan buscava "corrigir" a história, impedindo o desastre que dizimou Coast City, e para tanto buscava destruir o universo e recriá-lo. A minissérie que deu nome ao evento foi publicada em cinco edições, lançadas com uma numeração decrescente. A última edição, de número "0", representou o início do "Mês Zero", em que todas as revistas então publicadas pela editora ganharam também edições assim numeradas, mas retomando sua numeração comum no mês seguinte. Assim, entre as edições 703 e 704, há a edição 0 de Action Comics.
Sucedendo ao retorno de Superman, a editora publicaria ainda na década de 1990 três histórias nas revistas do personagem que lidavam com temas e personagens que haviam sido destacando durante Reign of the Supermen: Em Dead Again o vilão Brainiac tentou convencer Superman de que ele não seria o mesmo herói que havia morrido; em The Death of Clark Kent, um vilão com origens em Smallville atacou Superman e sua família; e The Trial of Superman, em que o Superciborgue tentava fazer com que Superman fosse condenado por um tribunal interestelar.
Em setembro de 1998, novamente um evento implicaria na publicação de uma edição numerada extraordinariamente: "DC Um Milhão". Idealizada por Grant Morrison, então escritor da revista JLA, a história narrava o encontro de Superman e da Liga da Justiça com Kal Kent e a "Legião da Justiça", seus sucessores do século 853 - data escolhida por Morrison justamente por ser o ano em que seria publicada Action Comics #1,000,000. Como parte do evento, não apenas Action, mas todas as revistas da editora tiveram edições especiais numeradas desta forma, cada uma retratando qual seria "o legado" deixado por cada personagem naquele século.

#### Numeração triangular: cooperação e integração entre todas as revistas de Superman
Durante a década de 1990 as revistas do personagem foram marcadas por uma forte integração. As publicações possuíam nomes distintos - além de Action Comics, havia Superman, Adventures of Superman, Superman:The Man of Steel e Superman: The Man of Tomorrow - mas na prática eram uma mesma obra. A cada semana uma revista diferente do personagem era lançada, continuando a história da semana anterior. Cada revista tinha um triângulo incluído em suas capas, e dentro deste havia um número, condizente ao posicionamento da publicação na ordem de leitura das revistas daquele ano.
Conforme as histórias iam sendo produzidas pela equipe responsável por uma das revistas, os roteiros e desenhos eram compartilhados com as demais equipes que viriam a trabalhar nas edições seguintes, criando um ciclo de cooperação: assim como o escritor de Action Comics precisava compartilhar seu trabalho com o escritor que ficaria responsável pela revista a ser publicada na semana seguinte, ele dependia da equipe responsável pela revista que seria publicada na semana anterior à sua, para manter a coesão entre as histórias. "Tudo [que fosse incluído numa edição] dependia do seria publicado na semana anterior", explicaria um dos escritores da época.
Essa prática serializada foi estabelecida pelo editor Mike Carlin e se estendeu por cerca de uma década, mesmo após ele ter deixado o cargo em 1995 e ser sucedido por KC Carlson durante um breve período e, posteriormente, por Joey Cavalieri, que seria o editor das revistas a partir da segunda metade de 1996 até 1999. Durante todo o período os profissionais responsáveis explorariam praticamente todos os elementos da mitologia do personagem, elaborando as mais diversas histórias, e expandindo significativamente o elenco de apoio, que recebia mais e mais destaque nas histórias.
Após duas edições como fill-in na revista Superman em 1994, ao lado de Dan Jurgens, o desenhista Stuart Immonen começaria uma bem-sucedida passagem pela revista Adventures of Superman com o roteirista Karl Kesel, que duraria 30 edições, e em 1996 a dupla ainda colaboraria na minissérie The Final Night, ao final da qual Superman perderia seus poderes em virtude do confronto com o vilão "Devorador de Sóis". Se tornando um dos principais profissionais da editora, Immonen seria convidado em 1997 a se juntar à equipe responsável pela coordenação das histórias de Superman, e Immonen acumularia as funções de desenhista e roteirista de Action Comics e continuaria na revista até 1999.

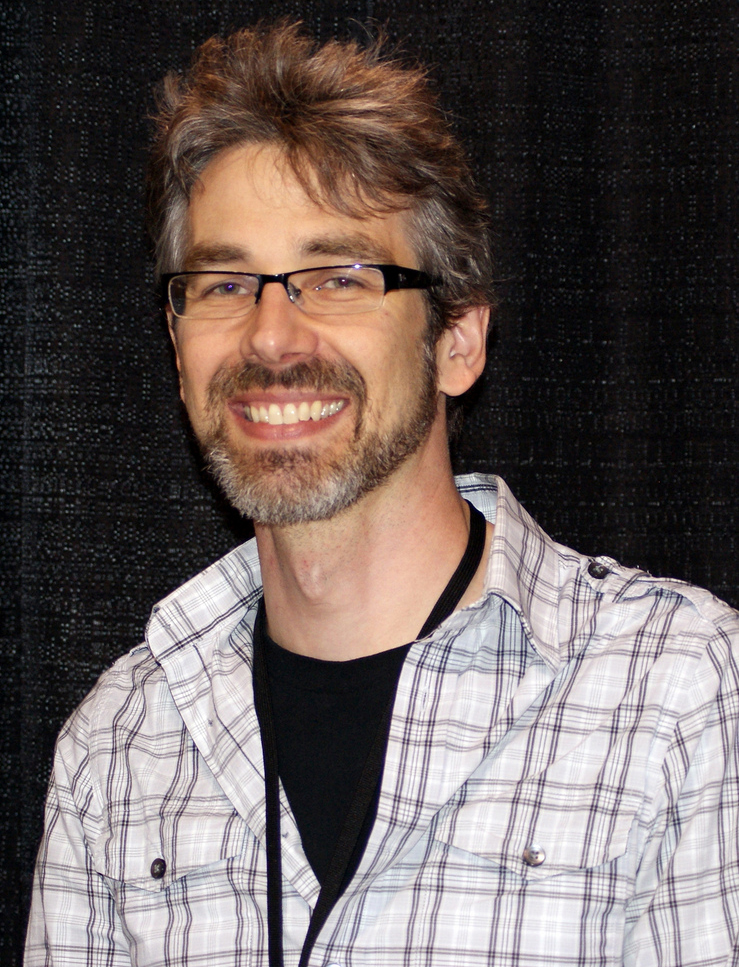
O desenhista Stuart Immonen contribuiu para as revistas de Superman entre 1995 e 2000, e trabalhou também como roteirista em Action Comics entre 1997 e 1999, nas edições 738-742, 746-748, 750-754 e 758.

A primeira edição de Immonen foi publicada em outubro de 1997: Action Comics #738, parte da saga do "Superman elétrico", então em curso nas revistas do personagem. Após The Final Night,  o personagem havia começado a apresentar uma estranha mutação em seus poderes, tornando-se um ser de pura energia. Quando Immonen ingressou na revista, Superman utilizava um traje diferente e tinha que lidar com suas limitações e aprender a utilizar suas recém-conquistadas habilidades e "se tornar um herói outra vez", como definiria Kesel, criador do conceito.
A saga, que começou em meados de 1997, prosseguiu por cerca de um ano até 1998. Durante um confronto com o Superciborgue, a energia de Superman foi dividida em dois seres distintos, o "Superman Azul" e o "Superman Vermelho", que apresentarm poderes semelhantes, mas personalidades distintas. A trama só encontraria uma resolução quando foi publicado um arco de história que envolveria não apenas as revistas do personagem, mas outras publicações, como Challengers of the Unknown #15, série então escrita por Steve Grant: The Millennium Giants, ao final da qual Superman se reintegraria e voltaria ao normal.
Pouco antes de adquirir os novos poderes, o personagem já havia passado por outra mudança de visual, ainda que de menor impacto: entre 1993 e 1996 o personagem era retratado com cabelos compridos. No final da década de 1990 seria publicada ainda a história Superman Rex, em que, sob a influência do vilão Dominus, o herói utilizava a tecnologia kryptoniana para tentar controlar o mundo.
Após ser anunciado como o novo editor da linha de revistas de Superman, também em 1999, Eddie Berganza tentaria resumir a década: "Muitas coisas foram feitas para tentar repetir [o que se conseguiu com] 'A Morte do Superman', mas conforme prosseguiam com esse objetivo, eles iam se afastando mais do próprio Superman. O elenco de apoio crescia e continuam crescendo ao ponto de Superman se tornar um coadjuvante em suas próprias revistas. Havia personagens que vinham da cidade engarrafada de Kandor, e até a irmã mais nova de Lois Lane protagonizava sua própria história. Eles escreveram o personagem por dez anos. Fizeram tudo que poderiam fazer com o personagem principal, então buscaram outras ramificações" As revistas apresentavam tramas complexas, sombrias e imensamente dramáticas - mas se tornaram cada vez tão mais complexas, que para Berganza alguns elementos "básicos" do personagem foram se perdendo, e os dois eventos mais notórios nesse sentido foram a mudança de poderes e o encerramento das atividades do Planeta Diário.

### De 1999 a 2003: Joe Kelly e uma reavaliação dos ideais de Superman

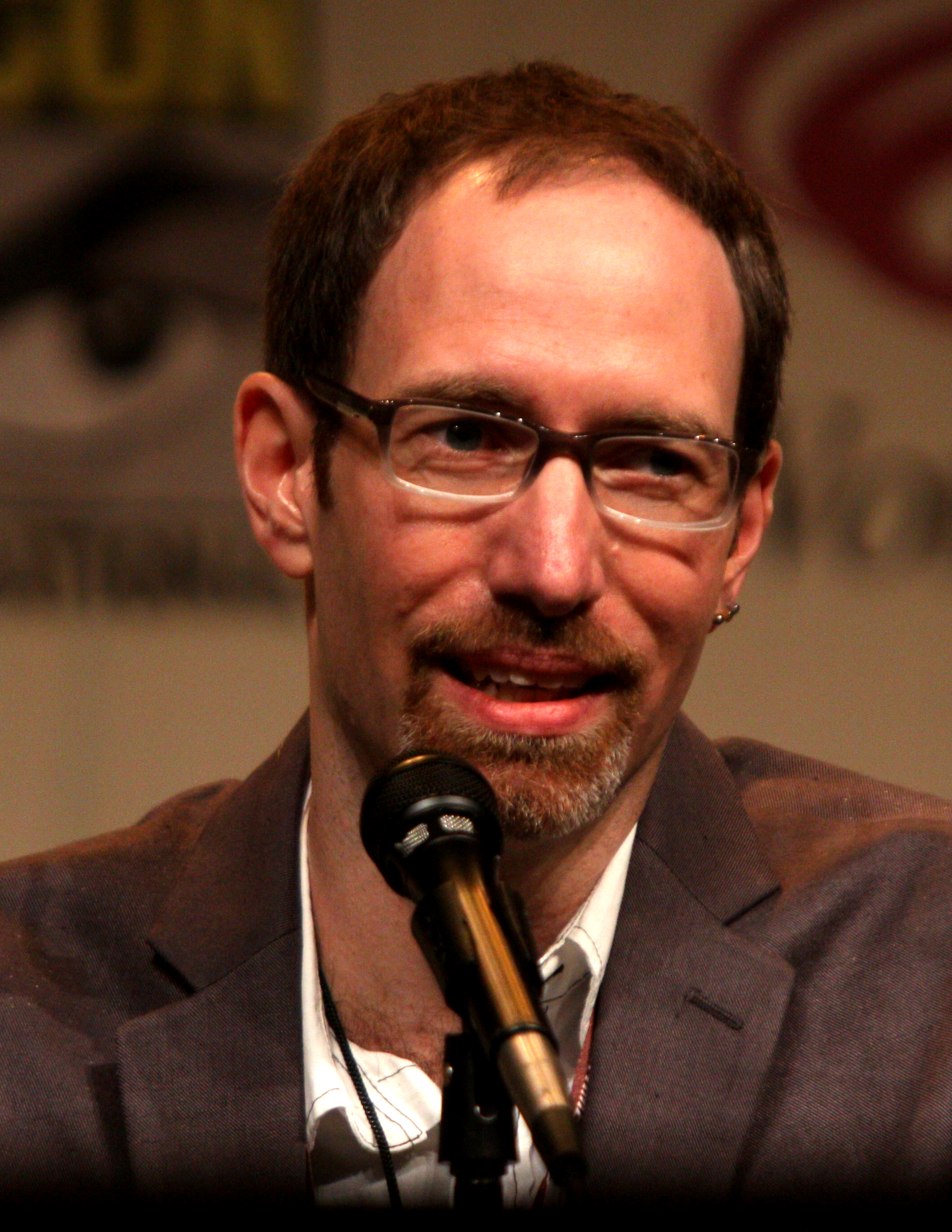
O escritor Joe Kelly.

Quando Eddie Berganza assumiu as funções de editor responsável pelas histórias de Superman, incluindo as publicadas em Action Comics, o personagem vinha passando por baixas vendas, e suas histórias tinham pouca repercussão. Uma equipe capitaneada por Jeph Loeb, que se tornou o escritor de Superman, e Joe Kelly, que assumiu os roteiros de Action, tomou para si a responsabilidade de "revitalizar" o personagem, e a partir de outubro de 1999 começou a promover inúmeros questionamentos acerca das várias facetas que o definiam. Segundo definiria Marcus Medeiros, do site brasileiro Omelete, "o objetivo dos roteiristas era evoluir as bases estabelecidas por John Byrne e seus seguidores para conseguir um Super-Homem mais humano - conseqüência de sua criação por Jonathan e Martha Kent - ao mesmo tempo em que resgatariam a magia e a grandeza perdida da Era de Prata dos super-heróis".
A proposta para Action Comics era que Kelly elaborasse histórias team-up, focadas na ação mas mostrando Superman sendo confrontado por diferentes personagens, enquanto Loeb abordaria Superman e seu relacionamento com os personagens "básicos": Lex Luthor e as pessoas do Planeta Diário. Se em Superman #178, Loeb escreveu uma controversa história, onde Luthor, o maior oponente de Superman, tomava conhecimento da identidade secreta do personagem, Kelly escreveu uma trama uma das mais emblemáticas histórias do personagem: What's so Funny about Truth, Justice & the American Way?, onde o personagem enfrenta "A Elite", um grupo de super-heróis liderado por Manchester Black, que questiona os valores morais do personagem, desafiando-o "não apenas como homem, mas como um conceito" Vista tanto pelo público quanto pela crítica como uma das melhores já publicadas em toda a história do personagem, a história seria posteriormente listada pela Revista Wizard como uma das mais bem escritas da década, tendo inclusive sido selecionada para fazer parte da coleção Superman: The Greatest Stories Ever Told.
Durante o período, Kelly contribuiria ainda com Y2K e Emperor Joker, tramas que também tiveram o envolvimento das demais revistas do personagem, e com notórios eventos, Mundos em Guerra e A Batalha Final. Enquanto o primeiro abordou se os ideais defendidos por Superman "resistiriam" quando o personagem se visse participando de uma guerra, o segundo analisou a fragilidade que a descoberta da identidade secreta de um herói poderia representar.
Outra trama significativa foi a eleição do vilão Lex Luthor para o cargo de Presidente dos Estados Unidos em 2000. Emperor Joker foi publicado em 2000, em todas as revistas então existentes do personagem - Superman #160-161, Adventures of Superman #582-583, Superman: The Man of Steel #104-105 e Action Comics #769-770 - e na edição especial Superman: Emperor Joker. Semelhantemente, A Batalha Final foi publicada entre setembro e outubro de 2002 em Adventures of Superman #608-609, Action Comics #795-796, Superman #186-187 e Superman: The Man of Steel #130-131. Mundos em Guerra, entretanto, foi um evento muito maior do que os outros crossovers de Superman publicados à época. Ao invés de se restringir às revistas do personagem, toda a linha editorial de super-heróis da editora foi envolvida na trama, publicada em 2001 durante o verão americano.

O artista Drew Struzan incluiria a si mesmo no canto esquerdo da pintura que produziu para a comemorativa 800ª edição de Action Comics, escrita por Joe Kelly, autor de histórias significativas com o personagem, como A Hero's Journey, publicada na edição.

Em 2002, o escritor Geoff Johns colaborou com Kelly na história Lost Hearts, que seria integralmente publicada em dezembro daquele ano em Superman #189, Adventures of Superman #611, Superman: The Man of Steel #133 e Action Comics #798. Na trama, após o desaparecimento de sua esposa Lana Lang, o vice-presidente Pete Ross pede ajuda a Clark para encontrá-la. Um ponto importante abordado foi o relacionamento entre Lana e Clark, ex-namorados e então casados com outras pessoas. Destacou-se ainda o trabalho do artista John Van Fleet, que produziu pinturas especialmente para as capas das revistas.
O jornalista Eric Garneau, em texto publicado em 2012, classificaria "A Hero's Jouney", a trama publicada em Action Comics #800, como tão boa quanto à emblemática 775ª edição, embora não tivesse recebido tanta atenção pela editora. A Hero's Journey apresenta duas tramas: uma série de depoimentos de pessoas comuns sobre o que Superman representava para cada uma dela, e o personagem no início de sua carreira como jornalista. O artista Drew Struzan colaborou com a capa da edição, realizando uma pintura especial utilizando lápis de cor e tinta acrílica mostrando a cena retratada em Action Comics #1 sob outra perspectiva e incluindo a si mesmo no canto esquerdo.
Ao avaliar Action Comics #800, Neal Bailey apontaria que a história era simples, e oposta ao que havia sido apresentado na edição 700, publicada anos antes: "Eu me lembro de ficar ansioso por Action Comics #700. Eu fiz os cálculos na época, e vi que uma edição centenária só é lançada a cada oito anos. Então a próxima vez que eu leria uma edição dessas seria em 2003! (...) Eu esperava um grande climax, algo significativo, com muita destruição, que abalasse a continuidade [como havia sido a edição 700] com muita raiva, amargura e tristeza. Mas eu não tive nada disso. Mas tudo bem, porque a história que Joe Kelly produz é melhor que tudo isso. É uma afirmação dos motivos pelos quais lemos todas essas revistas. Define quem Superman é e como ele se relaciona com o mundo real como forma de inspiração. Action #775 pode ser melhor, mas [a edição 800] apresenta isso de uma forma diferente, sem se foca na ação. Há momentos inesquecíveis. O voo ao final é incrível. O salvamento da nave é glorioso. O roteiro é primoroso. Fico feliz com o resultado, pois as coisas costumam ser muito ruins ultimamente, e essa revista foi tratada com o respeito e o peso que merece". Marcus Vinicius de Medeiros, do site "Universo HQ", apresentaria uma crítica igualmente favorável, definindo a edição como "uma verdadeira declaração de amor ao mito por parte do escritor Joe Kelly, que apresenta aqui uma de suas maiores contribuições ao universo das revistas mensais do gênero" e em outro texto, publicado no site Omelete", definiria a história como "um clássico contemporâneo".
Kelly permaneceria nos roteiros de Action até dezembro de 2003, com o lançamento da 810ª edição, mas retornaria à revista em fevereiro e março do ano seguinte para coescrever com Michael Turner o arco de história Godfall - O Fim dos Deuses.

### 2004: Mudanças em Metropólis, a despedida de Kelly e as controvérsias de Chuck Austen
Em dezembro de 2003, com a publicação das últimas edições de Joe Kelly em Action Comics e de Joe Casey em Adventures of Superman, boa parte das tramas estabelecidas desde 1999 encontrarão uma resolução nas edições 199 e 200 de Superman, de Steven Seagle e Scott McDaniel, pois Kelly e Casey se dedicaram à histórias especiais tratando do Ano Novo e do Natal, respectivamente. Ao final da trama de Seagle, Superman desapareceria e Berganza, o editor das publicações, declararia que com isso, "uma fase da vida do Homem de Aço chega ao final, e começamos uma nova faceta com novos criadores embarcando".
A partir de janeiro de 2004 começaria a transição: Dan Abnett e Andy Lanning escreveram uma história especial que começou em Action Comics #811, continuou em Adventures of Superman #684 e teve sua conclusão em Superman #201. A trama, desenhada por Karl Kerschl, abordaria os eventos sucedendo ao desaparecimento de Superman, em que o herói Mister Majestic chega à cidade em meio aos estranhos eventos que levam ao desaparecimento da tecnologia B13 que modernizara toda a cidade em 2000; Lee Bermejo e Leinil Francis Yu elaboraram um novo design para a cidade fictícia de Metropólis, que até então apresentava um visual futurista por causa dos modificações trazidas pela "tecnologia B13" presente; e Kelly produziu ao lado de Michael Turner e do desenhista Talent Caldwell uma trama para as revistas do personagem que seriam publicadas em fevereiro e março, antes do início da nova fase.
A partir de fevereiro começou a publicação da trama de Kelly e Turner, Godfall, e cada uma das edições envolvidas na trama incluíam uma história curta, de seis páginas, abordando um personagem que seria utilizado pela equipe que assumiria a revista a seguir. Em Action Comics #812 foi publicada uma história reintroduzindo a personagem Lana Lang, até então afastada do elenco de apoio do personagem, e a história da edição seguinte era centrada no vilão Gog. Ambas as histórias foram escritas por Chuck Austen e desenhadas por Ivan Reis. O anúncio de que de Austen assumiria os roteiros da revista gerou controvérsia, quando não decepção, pois esperava-se à época que Grant Morrison assumisse os roteiros da revista.
Godfall inicialmente não estava nos planos de Kelly. Ele pretendia encerrar sua participação na revista com a história de dezembro, mas conforme discutia com Eddie Berganza o encerramento de sua fase à frente dos roteiros da revista, surgiria a oportunidade de auxiliar Turner na produção da nova trama, que representaria a transição para a nova fase, pois abordava justamente o que teria acontecido com Superman após desaparecer ao final de Superman #200. Kelly colaborou analisando ideias de Turner e ajudando-o na elaboração do roteiro e dos layouts que foram usados como base para os desenhos de Caldwell.
A nova fase se estenderia além das revistas do personagem, com o lançamento de minisséries dedicadas a alguns personagens situados em Metropólis: Lex Luthor: Man of Steel, por Brian Azzarello e Lee Bermejo; The Question, por Rick Veitch e Tommy Lee Edwards; e The Vigilante, que seria produzida por Micah Ian Wright e Carlos D'anda a partir de uma ideia de D'Anda e de Jim Lee. Posteriormente seria revelado que Wright estava mentindo publicamente ao afirmar que havia sido membro das forças armadas americanas e outras controvérsias envolvendo o sua opinião dele acerca do governo americano levaram à mudanças no projeto. Wright foi demitido, a ideia foi abandonada e a minissérie acabou sendo escrita por Bruce Jones e desenhada por Ben Oliver, e publicada somente em 2005, apresentando uma trama diferente, e, ao contrário do originalmente planejado, não possuía nenhuma relação com The Question e Lex Luthor.
Em abril de 2004, com a publicação da 814ª edição de Action Comics, Austen passaria a ser o escritor regular da revista, que deixaria de estampar em sua capa o título "Superman in Action Comics", adotado continuadamente desde o fim de Action Comics Weekly, em favor somente de "Action Comics". Ivan Reis continuaria na revista até a edição 819 receberia muitos elogios por seu trabalho.
A primeira edição da dupla, em particular, foi muito bem-recebida pela crítica: "Another Day in the Office", uma história contada apenas nas 22 páginas daquela revista, sem a necessidade de leitura adicional alguma, mostrando "um simples dia" na vida de Superman foi apontada como "uma leitura inteligente tanto para adultos quanto para crianças" e uma das melhores histórias publicadas na revista em anos.

Superman enfrenta Gog em arte de Ivan Reis produzida para divulgar as histórias de Action Comics em 2004.

Os roteiros posteriores de Austen, entretanto, seriam alvos de inúmeras críticas negativas, e ele deixaria a revista após dez edições, tendo suas tramas sido concluídas por outro escritor. Austen originalmente pretendia com suas histórias mostrar um Superman mais ativo no combate aos criminosos, inspirado nas histórias de Siegel e Shuster. "Li toneladas de histórias, e a única coisa que realmente me prendeu foram as aventuras originais de Siegel e Shuster. Brilhantes no seu charme e simplicidade", disse, em entrevista. O Superman escrito por Austen tem as mesmas características que ele via no personagens nas histórias originais - alguém que "tinha senso de humor, era divertido, charmoso e violava os direitos civis a torto e a direito. Não era um escoteiro. Ele segurava o bandido e o assustava até conseguir a informação que queria".
Enquanto Greg Rucka abordaria em Adventures of Superman o trabalho de Clark Kent como jornalista, após ser rebaixado no Planeta Diário e passar a trabalhar numa nova redação, cobrindo o plantão policial, Austen se dedicaria principalmente a mostrar Superman, mas de forma mais "realista", parte da nova filosofia da editora para as histórias do personagem. As histórias abordaram principalmente "dois grandes desafios: um físico e outro emocional", segundo o próprio Austen. No campo emocional, estava a presença de Lana Lang, que havia se divorciado e se reaproximava de Clark, e no campo físico, a presença de novos inimigos para o personagem. Austen apresentaria em suas primeiras histórias o vilão Gog e em Action Comics #819, apresentaria um casal de novos vilões, chamados "Sodoma" e "Gomorra".
Reis retornaria à revista para desenhar a edição 822 e a conclusão da história se daria em Action Comis #825, mas não com Austen como roteirista. Embora ele tivesse produzido um roteiro para a edição, a história seria creditada a "J.D. Finn", um roteirista convidado que também teria produzido o roteiro da edição 824. A verdadeira identidade de Finn levantou questionamentos: como à época já havia sido anunciado que John Byrne voltaria a desenhar a revista após a saída de Austen, cogitou-se que ele também teria sido o autor dos roteiros dessas duas edições. Outra teoria, considerando que "J.D. Finn" soava como "Jaded Fan" ("fã cansado" ou "fã esgotado", em inglês), era de que o escritor na verdade, o próprio Chuck Austen, sob um pseudônimo.
Austen era uma figura muito controversa à época, acusado de misoginia e sexismo excessivo em suas histórias, em particular aquelas publicadas na revista Uncanny X-Men, e vários lojas se recusavam a vender material de sua autoria, o que prejudicava as vendas de Action Comics. Criticado também pelo conflito que havia criado entre Lana Lang e Lois Lane, ele acabaria demitido da revista, quando a editora o proibiria de continuar escrevendo com o personagem. Após um editor declarar que ele precisaria de um pseudônimo para continuar trabalhando, Austen decidiria parar de escrever histórias em quadrinhos. Austen teria produzido um roteiro para as duas edições da revista, mas tinha planejava para a história um final diferente do que fora publicado, e que "Finn" provavelmente seria um pseudônimo adotado por Eddie Berganza, que supostamente teria sido o verdadeiro autor das histórias. Após o fracasso de Action Comics, Austen não seria o autor de mais nenhuma história na DC Comics.

### Judd Winick, a influência de Greg Rucka e o retorno de Kelly nas histórias antecedendoCrise Infinita

Superman e Capitão Marvel na capa de Action Comics #826, a primeira parte de Lightning Strikes Twice, trama relacionada às minisséries Dia de Vingança e Crise Infinita.

Dentre os escritores que sucederam Austen, ainda que brevemente, estavam Judd Winick, Gail Simone e Joe Kelly, que retornou à revista unicamente para escrever "Superman, This is Your Life", um arco ligado ao evento Crise Infinita. Crise Infinita teria um papel significativo nas histórias desse período. Winick escreveria apenas uma edição da revista, a 826, parte de um arco publicado em abril de 2005 nas três revistas do personagem (além de Action, a 639ª edição de Adventures of Superman e a 216ª de Superman), todas desenhadas por Ian Churchill e Norm Rapmund e dedicadas a narrar um confronto de Superman e Capitão Marvel com o vilão Eclipso. Cronologicamente, os eventos da história se passam pouco antes do que seria narrado na minissérie Dia de Vingança, e se aprofundam na temática explorada em todas as histórias relacionadas com Crise Infinita - o iminente colapso do universo ficcional dos super-heróis da editora.
Em texto publicado em 2012, Darren Mooney apontaria que "[O colapso] é um tema recorrente nessas histórias [do período anterior à Crise Infinita]. 'Projeto OMAC' explorou o que poderia acontecer se o laço de confiança entre os heróis se partisse. 'Sacríficio' explorou o que poderia levar Superman a matar, sugerindo que o Homem de Aço permitia que o nível de força que ele utiliza aumentasse em resposta à ameaças. 'Vilões Unidos' imaginava o que aconteceria se os heróis fizessem algo que levasse os vilões a se 'sindicalizarem'". O propósito específico de Dia de Vingança era tornar coeso todo o aspecto "mágico" do Universo DC, "limpando-o e unificando-o". Durante The Lighting Strikes Twice Superman é confrontado e eventualmente dominado pelo vilão Eclipso.
Em Action Comics #826 é retratada a chantagem de Eclipso: ele começa a assassinar várias pessoas com o objetivo de convencer Superman a se deixar ser possuído pelo vilão Na continuação da história, publicada em Adventures of Superman #639 e Superman #216, Eclipso toma o controle da mente de Lois Lane, e após isso consegue dominar Superman. O mago Shazam inicialmente envia o Capitão Marvel para enfrentar o Superman dominado, mas conforme o conflito vai se estendendo, o próprio Shazam interfere. A entidade Espectro é retratada durante a história como enfraquecida, pela ausência de um hospedeiro e ao final o diamante negro onde fora confinado Eclipso é visto na cela de Jean Loring, ex-mulher do herói Átomo, que é então dominada pelo vilão.
A história de Winicik, Lightning Strikes Twice, posteriormente seria incluída no volume encadernado reunindo as histórias de Dia de Vingança, um dos eventos que levaram à Crise Infinita, onde Eclipso dominaria Espectro e o faria atacar as demais entidades místicas. A segunda trama relacionada à Crise Infinita a ser publicada na revista foi Sacrifice, relacionada aos eventos retratados na minissérie O Projeto OMAC, escrita por Greg Rucka.
A trama de Sacrifice foi publicada em quatro partes, durante o mês de julho de 2005, nas revistas Superman #219, Action Comics #829, Adventures of Superman #642 e Wonder Woman #219. Rucka escreveu as duas últimas partes, cujos eventos se situam pouco antes da trama apresentada na quarta edição da minissérie também escrita por ele. A segunda parte, publicada em Action Comics, foi escrita por Gail Simone sob a coordenação de Rucka, e foi a terceira edição escrita por ela e ilustrada por John Byrne. Em Sacrifice, Superman é dominado por Maxwell Lord e é levado a atacar Batman e a Mulher-Maravilha, acreditando que seriam na verdade super-vilões. A trama foi um sucesso de vendas, com todas as revistas tendo recebido novas tiragens após esgotarem.
O confronto entre o dominado Superman e Mulher-Maravilha e, posteriormente, entre a Mulher-Maravilha e Maxwell Lord são comumente citados como alguns dos eventos mais significativos da história que veio a continuar nas edições do mês seguinte de Wonder Woman e Adventures of Superman e em The OMAC Project #4. A trama de Projeto OMAC fazia parte da "Contagem Regressiva para a Crise Infinita" e era dividida por Sacrifice: as três primeiras edições mostravam Batman e a Mulher-Maravilha realizando investigações diferentes: enquanto Batman acompanhava a organização Xeque-Mate e a agente infiltrada Sasha Bordeaux, a Mulher-Maravilha se juntou ao Gladiador Dourado com a intenção de descobrir o paradeiro do Besouro Azul, que havia desaparecido.
| |  |  |
| John Byrne retornou a Action Comics, apenas como desenhista, em 2005, para trabalhar ao lado de Gail Simone em 9 edições da revista, incluindo a edição 829, com a segunda parte de Sacríficio, uma trama ligada a minissérie Projeto OMAC e aos eventos de Crise Infinita. |  |  |

Assim como Dia de Vingança tinha o propósito de abordar o lado "místico" do Universo DC, Projeto OMAC se dedicou aos temas políticos e a estrutura de espionagem formada dentro do universo ficcional. Maxwell havia assassinado o Besouro Azul para evitar que seus planos para utilizar o satélite "Brother I" e os robôs OMAC fosse revelado. The OMAC Project #3 terminava com a revelação de que Lord havia sido bem-sucedido em dominar Superman. A minissérie fora planejada de forma que a publicação da terceira edição coincidisse com o início da publicação de Sacrifice e, da mesma forma, a publicação da conclusão de Sacrifice em Wonder Woman #219 e da quarta edição da minissérie também coincidiram intencionalmente.
As quatro capas de cada edição de Sacrifice foram produzidas de forma a retratar a relação entre si. Em Action Comics #829 Superman é retratado na mesma pose que em Superman #219 e Adventures of Superman #642, mas enfrentando um vilão diferente. Em Wonder Woman #219 a arte é invertida, e Superman é retratado sempre enfrentado pela Mulher-Maravilha. O final da revista, em que a heroína assassina Lord para impedir que ele continuasse a controlar Superman é determinante para a continuação de The OMAC Project.
O início de The OMAC Project #4 retrata a mesma cena que dos últimos quadros da quarta parte de Sacrifice: Maxwell Lord no chão, morto após ter o pescoço quebrado pela Mulher-Maravilha. A partir da morte de Maxwell, se desenvolveu a trama das edições restantes da minissérie, que levam ao início dos eventos retratados em Crise Infinita.
Action Comics não teria mais histórias relacionadas aos eventos de Projeto OMAC. Em fevereiro de 2006 é publicada Superman, This Is Your Life em Superman #226, Action Comics #836 e Adventures of Superman #649, trama integralmente escrita por Joe Kelly e relacionada aos eventos da quinta edição de Crise Infinita, quando Superman enfrenta o Superman da Terra 2. A trama inspira-se em Whatever Happened to the Man of Tomorrow? e conta a origem e os principais eventos da história dos dois personagens.

### 2005: Gail Simone,Vilões Unidos, Curto-Circuito e a arte de John Byrne paraAction Comics

Curto-Circuito na capa de Action Comics #835. Arte por Kalman Andrasofszky.

A passagem de Gail Simone pelos roteiros da revista foi alvo de atenção pela participação de John Byrne, ainda que somente como desenhista, pois o canadense estava há anos afastado do personagem - as três primeiras edições tiveram suas tiragens esgotadas. A arte-final das histórias foi feita por Nelson deCastro, e posteriormente seria revelado que ele havia alterado significativamente o lápis original de Byrne, algo que teria incomodado o desenhista.
Byrne trabalhou em 9 edições - Action Comics #827-831 e 833-835 - incluindo duas histórias relacionadas aos eventos antecendo Crise Infinita. A primeira foi publicada Action Comics #829, e foi a única imposição editorial: Simone e Byrne tiveram que adequar seus planos à trama de Sacrifice, ligada a Projeto OMAC, criando uma situação que Simone definiria como "desconfortável, mas inevitável". A segunda trama relacionada à Crise Infinita era ligada à minissérie Vilões Unidos, também escrita por Simone, e era algo que estava sendo planejado pela própria desde o primeiro momento em que começou a elaborar suas histórias para a revista.
O anúncio da saída de Simone e Byrne foi visto como uma surpresa, pois ambos pretendiam continuar na revista, e não haviam sido avisados quando foram contratados de que ficariam na revista por menos de um ano. As histórias produzidas pela dupla eram intencionalmente curtas, se estendendo por no máximo duas edições, e eram simples, sendo mais acessíveis aos novos leitores. Simone escrevia cada edição pensando que poderia ser a primeira história de Superman que o leitor teria acesso e, embora curta, a passagem foi bem-recebida pela crítica e pelo público, continuadamente tendo a tiragem de suas edições esgotada. A penúltima trama de Simone e Byrne foi um confronto entre Superman e a Rainha de Fábulas, publicado em duas partes nas edições 833 e 834 e Action Comics #835, a última edição, apresentou a introdução da vilã Curto-Circuito nas histórias em quadrinhos. A personagem fora originalmente criada para a série Superman: The Animated Series e tem sua origem adaptada por Simone.
Inicialmente, Byrne afirmaria não ter comparado o seu trabalho à lápis enviado para a editora com o que fora efetivamente publicado, mas posteriormente se mostraria muito insatisfeito com a situação

### Segunda metade da década de 2000: Revisionismo da "Era de Prata" e expansão da mitologia

#### Geoff Johns, Kurt Busiek e Richard Donner
| |  |  |
| Geoff Johns (esquerda) escreveu uma série de histórias significativas na revista a partir da segunda metade da década de 2000 - parte delas em conjunto com o cineasta Richard Donner (direita). |  |  |

Em 2006, após a conclusão de Crise Infinita, o próprio escritor do evento, Geoff Johns, assume os roteiros de Action ao lado de Kurt Busiek, para escrever o arco de história Up, Up and Away!. Busiek havia assinado um contrato de exclusividade com a editora no final de 2005, e fazer parte da nova equipe criativa responsável pelas histórias do personagem foi uma das razões que o fez aceitar a proposta. Disse, em entrevista: "Eu acho que as coisas estão realmente estourando na DC, e há uma ênfase bem-vinda não só em fazer histórias que chamem a atenção, mas tornar claro que há algo importante e valoroso nas revistas que deixe o leitor fisgado por um longo período". A história, em oito partes, foi publicada entre março e junho de 2006, nas edições 837 a 840 de Action e 650 a 653 de Superman, e retratou o personagem recuperando seus super-poderes e seu papel de super-herói após um ano vivendo apenas como Clark Kent.
O impacto causado pelo retorno do personagem foi explorado no arco seguinte, Back in Action, publicado entre Action Comics 841 e 843. Busiek escreveria a história em parceria com Fabian Nicieza, e Pete Woods, que já havia desenhado a revista durante Up, Up and Away!, permaneceu no cargo. Durante a história, é mostrado que nem toda a população mundial estava confiante de que Superman havia mesmo retornado, uma vez que da última vez em que ele havia desaparecido, logo após sua morte, quatro homens diferentes o substituíram - e um deles revelou-se, na verdade, um vilão disfarçado. Assim, liderar um grupo formado por heróis como Asa Noturna, Aquaman e Nuclear num combate televisionado contra uma invasão alienígena, acabaria servindo como uma demonstração pública de que o herói havia sim efetivamente retornado.
No mês seguinte, Johns passaria a escrever a revista ao lado do cineasta Richard Donner. Embora elogiadas pela crítica, as histórias decorrentes dessa parceria, Last Son e Escape from the Bizarro World, foram marcadas por lançamentos irregulares e atrasos por parte dos desenhistas Adam Kubert e Eric Powell. Das duas, a que receberia mais atenção da mídia seria Last Son. Não apenas por ser a primeira história com a participação de Donner, um fator determinante para que pessoas que até então não haviam lido a revista  a comprassem mas por trazer uma série de referências ao filme de 1978 e sua continuação, dirigidos por Donner.
Na trama, Superman tem que lidar com uma criança kryptoniana descoberta na Terra - e enfrentar seu pai, um kryptoniano chamado Zod. Sintetizou Eduardo Nasi, do site brasileiro Universo HQ: "Para tocar o coração dos fãs, Johns e Donner escolhem atacar com o mais baixo dos golpes: a nostalgia. Com uma ou outra alteração, é como se o leitor estivesse apreciando uma versão repaginada de Superman II, com direito a uma nova luta de kryptonianos nos céus de Metrópolis. Até as alterações remetem aos longas-metragens do herói: o nome do molequinho de Krypton é Christopher, na cola do galã Christopher Reeve, que vestiu a capa vermelha nos filmes. O golpe é baixo, sim. Mas eficaz. Por si só, a história nem chega a ser monumental. Só que funciona, principalmente porque é calcada justamente no Superman que muita gente aprendeu a reconhecer como a verdadeira encarnação do Homem de Aço", disse.
Destacou-se também o excessivo atraso de Last Son: quase dois anos foram necessários para que as cinco edições que completavam a história fossem publicadas. Apesar dos atrasos, a trama foi um sucesso de vendas: a tiragem das duas primeiras edições se esgotou e as cinco edições que formam o arco (Action Comics #844-846, 851 e Action Comics Annual #11) venderam, somadas à Action Comics Annual #10, onde foram publicadas várias histórias curtas relacionadas ao arco, e Action Comics #847, uma história escrita por Dwayne McDuffie e desenhada por Renato Guedes mostrando a reação dos pais de Superman aos acontecimentos de Last Son, cuja produção foi motivada pela necessidade de conter os atrasos da revista, cerca de 490 mil exemplares. A primeira edição da trama, Action Comics #844, se esgotou rapidamente, e as duas edições seguintes estavam previstas para novembro e dezembro de 2006, respectivamente. No início de dezembro, entretanto, a editora anunciaria que Action Comics #847, a ser publicada no mês seguinte, não mais traria a quarta parte da trama, mas uma história diferente, com a continuação da trama sendo remanejada para a edição #848, então anunciada para março.
A nova história de Action Comics #847, intitulada "Intermezzo", fora escrita por Dwayne McDuffie e desenhada por Renato Guedes, mostrando a reação dos pais de Superman aos acontecimentos de Last Son. Produzida diante da necessidade de conter os atrasos da revista, a edição foi bem-recebida pela crítica, por mais que se apontasse que era preferível a continuação do trabalho de Johns e Donner. Em fevereiro de 2007, novas mudanças são anunciadas: a quarta parte da trama, inicialmente prevista para janeiro e posteriormente reagendada para março, é novamente adiada. Action Comics #848 não mais traria a continuação, mas sim a primeira parte de uma trama que continuaria na edição #849 e Action Comics #850 traria uma história comemorativa escrita por Johns, Busiek e Fabian Nicieza, tratando do relacionamento entre Superman e a Supergirl, além de prévias das histórias planejadas para o ano de 2007 nas revistas do personagem.
Em uma postagem no fórum de discussão do site "Newsarama", o próprio Johns esclareceria que os atrasos não se davam em razão de Donner, negando que a agenda do cineasta em Hollywood estaria atrasando os roteiros. Pedindo desculpas pelos atrasos, ele declararia que Kubert está demorando muito mais do que o esperado para concluir seu trabalho Em outra postagem no mesmo site, Johns esclareceria que apenas a conversão da arte da quarta parte da história para o formato 3-D teria levado seis semanas. A edição foi publicada em junho de 2007 e foi convertida para o formato 3-D pelo ilustrador Ray Zone, em um de seus últimos trabalhos com quadrinhos antes de falecer.
Inicialmente o cronograma de publicação anunciado previa a conclusão da história em agosto daquele ano: as edições 851, 852 e 853 teriam os três capítulos restantes da trama. À época, foi anunciado a publicação de um Action Comics Annual em 2008 e também que Kubert não seria o desenhista de "Escape from the Bizarro World", a história seguinte a ser produzida por Johns e Donner, mas sim o artista Eric Powell. A publicação dessa segunda trama começaria em Action Comics #854 e em uma postagem no site "Newsarama" Johns afirmaria que ele e Donner já planejavam após dessa segunda trama a produção de outras três histórias: The Prison that Held Doomsday, The Auspicious Autobiography of the Toyman e The Madness of Mr. Mxyzptlk. Em abril de 2007, Johns anunciaria em sua página pessoal no MySpace que "Escape from the Bizarro World" teria apenas três partes, e seria a última história produzida ao lado de Donner, mas que continuaria sendo sozinho o roteirista da revista, ao lado de um novo desenhista. Sobre Last Son, explicou que o cronograma de publicação havia sido novamente alterado, e os dois últimos capítulos seriam publicados em Action Comics Annual, no ano seguinte.
A partir de Last Son, Johns e Donner introduziriam novamente na mitologia do personagens diversos elementos da continuidade "pré-crise", em particular do período correspondente à "Era de Prata", que haviam sido abandonados após 1986. Na revista Action Comics Annual #10, Johns publicaria uma história principal e uma série de histórias curtas, todas relacionadas aos personagens envolvidos em Last Son, reintroduzindo na mitologia moderna Bizarro e o conceito do "Mundo Bizarro", bem como o alienígena Mon-El. Em Action Comics Annual #10, Mon-El protagoniza a principal história e tem uma nova versão da sua origem publicada, apresentando-o na continuidade estabelecida após Crise Infinita como um amigo de infância de Clark Kent. A história, "Quem É o Irmão Mais Velho de Clark Kent?", tem arte de Eric Wright e Lee Loughridge, e apresenta Mon-El como um alienígena que surge na cidade de Smallville, e acaba ficando amigo de um jovem Clark Kent, muito antes dele se tornar Superman. Durante a estadia dele na casa dos Kent, Mon-El acabaria sofrendo um envenenamento por chumbo, e a solução encontrada para preservar sua vida é enviá-lo para a Zona Fantasma, onde o tempo não correria, impedindo o avanço da doença, até que fosse possível encontrar uma cura para sua fisiologia alienígena.
Em Action Comics Annual #10 foram publicadas ainda outras quatro histórias escritas por Donner e Johns: "As Muitas Mortes do Superman", desenhada por Art Adams, reestabelecendo as motivações do ódio de Lex Luthor por Superman; "Mistério Sob o Céu Azul", desenhada por Joe Kubert, apresentando a existência do "Mundo Bizarro"; "As Formas Mais Mortais da Kryptonita", desenhada por Gary Frank, apresentando as diferentes formas de kryptonita e reformulando o personagem Metallo; e "Os Criminosos de Krypton", desenhada por Rags Morales, apresentando a origem dos vilões da trama: Zod, Ursa e Non foram condenados ao exílio na Zona Fantasma por terem provocado uma insurreição contra o Conselho Científico de Krypton, que não dava ouvidos aos avisos de Jor-El sobre a destruição do planeta. Além das histórias, foram publicadas ainda dois quadros especiais: um apresentando uma lista dos dez maiores inimigos de Superman, e outro detalhando a nova Fortaleza da Solidão. Em Action Comics #855 começou a publicação de "Escape from the Bizarro World" e em Action Comics #858 começaria a publicação de Superman and the Legion of Super-Heroes, que seria desenhada por Gary Frank.
Escape from the Bizarro World desenvolveria o conceito do super-vilão Bizarro, conforme apresentado por Johns, estabelecendo-o não como uma simples versão "ao contrário" de Superman, mas sim uma versão distorcida. Powell afirmaria em entrevista: "Quis retratá-lo como um Superman Frankenstein. Não malvado de verdade. Simples e incompreendido". As três edições apresentaram uma trama sombria, mas com momentos de humor e um Bizarro "surpreendentemente humanizado". Em entrevista, Johns se declarou fã do trabalho de Powell, que foi procurado pela DC Comics para ilustrar as três edições, apresentando o Mundo Bizarro - que seria povoado por versões "bizarras" de outros super-heróis da editora. O pai adotivo de Superman, Jonathan Kent, tem um papel central na história, continuando uma temática estabelecida por Johns em Last Son de abordar as relações entre pais e filhos e a própria "humanidade" do herói alienígena nas suas histórias.
Superman and the Legion of Super-Heroes, por sua vez, passou por um detalhado processo de criação, em que Johns e Frank chegaram a discutir como seria a vegetação e a arquitetura do planeta Terra no século 31, e foi elaborada tanto como uma continuação à outra história de Johns, The Lightning Saga, como uma história que pudesse ser lida de forma independente, com o propósito de "introduzir a Legião para as pessoas que nunca ouviram falar do grupo, e como ela é vista aos olhos do Superman", segundo Johns.
Em Superman and the Legion of Super-Heroes são apresentados ainda novos vilões, pois Johns não queria utilizar vilões "típicos" de história de Superman ou da Legião de Super-Heróis, como Brainiac e o Quinteto Mortal. Antes da publicação da história, Johns declarou em entrevista que pretendia continuar a parceira com Donner nos roteiros da revista, e que a dupla ainda pretendia contar uma história com o personagem Mister Mxyzptlk após Superman and the Legion of Super-Heroes - planos que não se concretizariam, pois a agenda de Donner só o permitiu colaborar até a conclusão de Escape from the Bizarro World e Last Son.
Quando Gary Frank assumiu as funções de desenhista da revista Johns já a escrevia sozinho. Frank e Johns foram responsáveis pelas histórias Superman e a Legião dos Super-Heróis, e Brainiac, bem como por parte do arco Nova Krypton. Após a conclusão desse último arco, Johns e Frank produziriam a minissérie Superman: Secret Origin - a conclusão de um trabalho que havia iniciado em 2006 com Up, Up and Away!. Desde então Johns havia incluído referências aos primeiros anos da vida de Superman e o objetivo de Secret Origin era contar a "história definitiva" dos primeiros anos de Superman, incorporando elementos não apenas do material produzido desde que John Byrne reformulara o personagem, mas também das histórias produzidas antes de 1986.
As histórias de Johns eram marcadas pela inserção de retcons, e dentre as alterações na continuidade prévia escritas por ele destacou-se a história apresenta em Action Comics #865, quando desconsiderou todas as versões até então estabelecidas do personagem Homem dos Brinquedos em favor da versão apresentada na história. Na trama, Winslow Schott é retratado como um homem mentalmente doente e internado no Asilo Arkham que escapa do manicômio para sequestrar Jimmy Olsen e forçar o fotojornalista a publicar uma matéria que esclarecesse que ele não havia sido o responsável pelo assassinato de Adam Grant, filho de Cat Grant, anos antes. Schott narra para Olsen a história de sua vida, e conta a sua versão dos fatos acerca do assassinato: quem teria matado o garoto teria sido um robô descontrolado que havia sido anteriormente construído por Schott e desativado pelo inventor após a tragédia. Dentre os robôs mostrados por Schott estão todas as versões anteriores do personagem, incluindo a apresentada em Up, Up and Away!, escrita pelo próprio Johns.
Quando o escritor James Robinson foi anunciado como o substituto de Busiek em Superman, no início de 2008, tanto Johns quanto ele declararam ter planejado estabelecer uma maior ligação entre as duas revistas, e que cada um deles escreveria um arco diferente (A Chegada de Atlas e Brainiac) que resultariam numa história que seria publicada no final daquele ano tanto em Action quanto em Superman e Supergirl. A história com o Homem dos Brinquedos tinha o propósito de reintroduzir não apenas o vilão, mas também Cat Grant, que desempenharia um papel importante em Brainiac, que começou a ser publicada na edição seguinte e também nas histórias da Supergirl.
Brainiac fora anunciada inicialmente como uma história em quatro partes e a trama que a sucederia, posteriormente seria revelado, seria o início da saga Novo Krypton. Ao final de Brainiac, Superman consegue resgatar a cidade engarrafada de Kandor, e a mesma é revertida ao seu tamanho original, revelando uma população de cerca de cem mil kryptonianos.

#### Sightings, o término da fase de Johns comBrainiace "Novo Krypton"

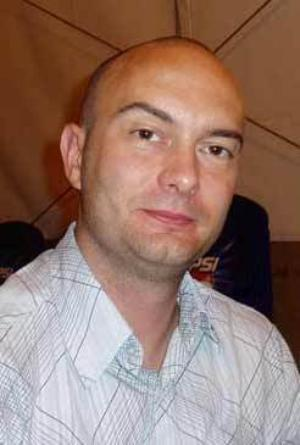
O desenhista Gary Frank, em foto de 2008.

No início de 2008, durante uma convenção sobre histórias em quadrinhos realizada em Nova Iorque, Dan DiDio, o editor-chefe da DC Comics, anunciaria que, antecedendo a publicação da minissérie Crise Final, a ser escrita por Grant Morrison naquele mesmo ano, a editora começaria a incluir um "banner" em algumas de suas revistas. Denominado "Sightings", o sobretítulo destacaria as publicações onde estariam os mais importantes eventos daquele período.
Numa entrevista realizada posteriormente, DiDido explicaria o conceito: "O que nós fizemos foi criar o que nós chamamos de 'mini-eventos' que ocorrem em diferentes locais por todo o Universo DC, como se muita coisa estivesse acontecendo ao mesmo tempo. A Crise Final é o evento mais importante (...) mas isso não quer dizer que as revistas publicadas mensalmente também não terão histórias importantes sendo contadas. E, como [a história contada em] Crise Final não interfere nas histórias das revistas, cada uma delas estará lidando com suas próprias histórias grandiosas". DiDio havia determinado que o sobretítulo não seria incluído em mais do que duas revistas diferentes por mês, para destacar apenas os momentos-chave de cada história - eventos que que não apenas eram notórios, mas que também teriam consequências a serem apresentadas nas edições seguintes de cada revista.
A criação do sobretítulo foi vista como um reflexo de um comportamento típico dos leitores à época: exigir histórias que não apenas tivessem qualidade, mas também importância para o restante do universo ficcional. Em texto publicado no site "Comic Book Resources", o jornalista Greg Hatcher compararia o elogiado relançamento da revista The Brave and the Bold, escrita por Mark Waid e desenhada por George Perez, que por melhor produzida que fosse, não era tão bem-sucedida com o público como séries de qualidade duvidosa como The Ultimates 3 e Countdown. A explicação que ele teria encontrado em seu estudo era de que o mercado exigia que uma revista fosse "importante", que tivesse tramas boas, mas que também tivessem repercussões além da própria publicação. Era justamente esse anseio que DiDio buscava atender com Sightings: cada revista produziria histórias com a melhor qualidade possível com o objetivo de construir um universo coeso, e os momentos-chave seria facilmente identificáveis pelos leitores que queriam ler não apenas as melhores histórias, mas também acompanhar as "histórias importantes".
Embora tivesse sido anunciada como uma história em quatro partes Brainiac seria publicada em cinco edições de Action Comics: 866, 867, 868, 869 e 870; Ao final de Brainiac, Superman consegue resgatar a cidade engarrafada de Kandor, e a mesma é revertida ao seu tamanho original, revelando uma população de cerca de cem mil kryptonianos.
A conclusão de Novo Krypton ocorreu em Action Comics #873. No final da trama, Superman deixa o planeta Terra, e a partir de Action Comics #875, a revista passa a ser escrita por Greg Rucka e a ter não mais Superman como seu personagem principal, mas sim Lois Lane e os dois kryptonianos que passaram a proteger Metrópolis: Thara Ak-Var e Chris Kent.

#### Rucka, James Robinson,second featurese "um mundo sem Superman"

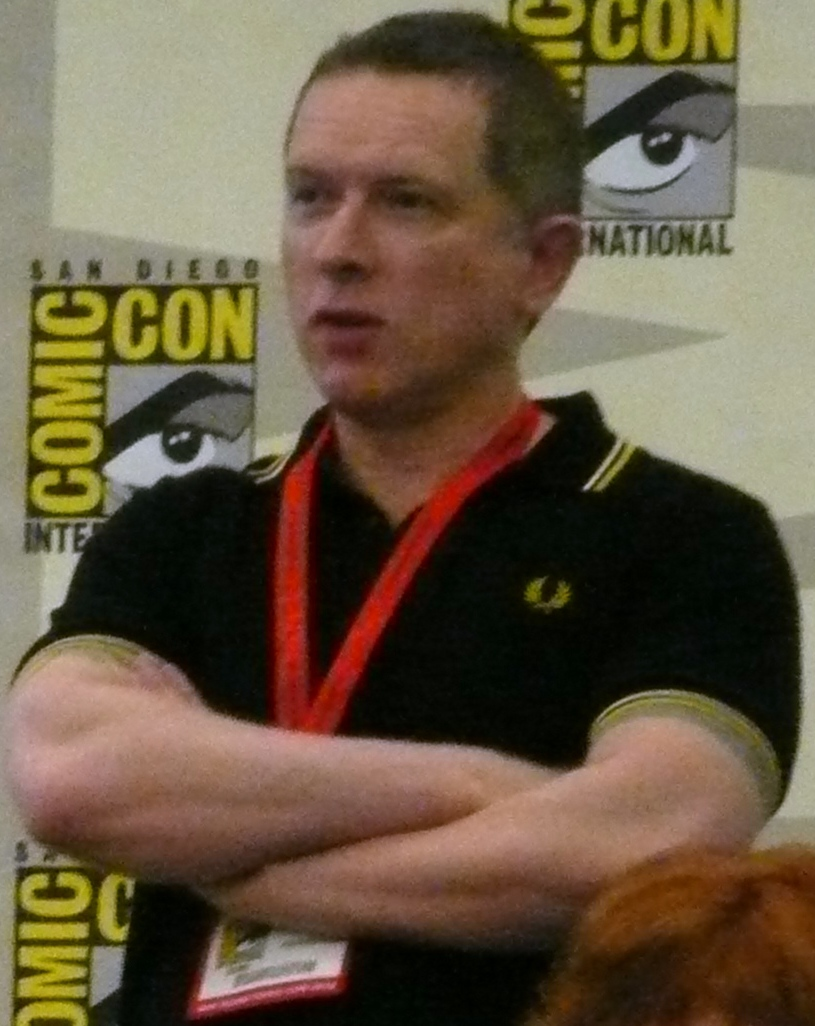
James Robinson, em foto de 2010. Além de escrever a revista Superman, Robinson escreveria ao lado de Greg Rucka as histórias do Capitão Átomo publicadas entre Action Comics #879 e 889.

Robinson continuou escrevendo Superman após os eventos de "Novo Krypton", quando todas as três revistas começaram a lidar com "um mundo sem Superman", após os kryptonianos terem sido exilados para um planeta próprio. Robinson abordaria o retorno de Mon-El ao planeta Terra após ter sido libertado por Superman de seu aprisionamento na Zona Fantasma pouco antes do herói ter que sair do planeta. Mon-El não era o único protagonista da revista, Robinson incluiria no elenco também três outros heróis: Guardião, que assumia o papel de comandante da polícia científica de Metropólis; Aço; e Raio Negro.
O ano de 2009 marcaria o retorno das histórias secundárias, agora intituladas "Second Feature": Rucka escreveria, ao lado de James Robinson, uma série de histórias protagonizadas pelo herói Capitão Átomo, publicadas entre Action Comics #879 e 889, estabelecendo o que havia acontecido ao personagem após os eventos retratados na minissérie Contagem Regressiva para a Crise Final quando ele assumiu uma nova identidade, "Monarca" e destruiu diferentes planetas em outros universos paralelos. Embora as tramas de Action Comics e Superman fossem relativamente independentes, as histórias do Capitão Átomo, desenhadas pelo artista espanhol CAFU, colaboravam para manter uma unidade temática.
Boa parte dos eventos retratados em Contagem Regressiva para a Crise Final já haviam sido desconsiderados em outras oportunidades - incluindo pela própria Crise Final - e equipe decidiu ignorar parte dos eventos da minissérie - a saber, Jimmy Olsen descobrindo a identidade secreta de Superman - quando incluíram Olsen nas histórias relacionadas à época. Desde 2008 Johns e Robinson já pretendiam incluir o Capitão em suas histórias e para fazer isso, a equipe elaboraria uma "história de redenção", conforme Rucka definiria em uma entrevista realizada em 2009. Robinson declararia, na mesma entrevista, que a história mostrava "a chance dele[Capitão Átomo] de consertar as coisas". Para Robinson, "houve um tempo em que o Capitão Átomo era um fantástico personagem da DC, e ele de alguma forma se perdeu. Nós queríamos trazê-lo de volta e torná-lo grandioso novamente". A trama continuava alguns temas apresentados na edição especial Superman's Pal Jimmy Olsen Special #1, publicada em julho de 2009. O General Sam Lane, pai de Lois Lane, estaria dirigindo uma operação militar secreta, intitulada "7734", e o Capitão Átomo seria o "destruidor de planetas" dentro desse projeto.
Em 2009, após a publicação das histórias iniciais de cada uma, as tramas das três revistas começaram a se interligar, e houve dois crossovers. A trama Codename: Patriot, conduzida por Robinson, coincidindo os eventos retratados nas histórias do Capitão Átomo; e em outubro começaria a ser publicada The Hunt for Reactron uma história envolvendo as revistas Supergirl e Action Comics. A trama de Codename: Patriot teve início na quinta edição da minissérie Superman: World of New Krypton, quando o General Zod sofreu um atentado contra sua vida, e prosseguiu nas quatro revistas relacionadas ao personagem publicadas em agosto de 2009: World of New Krypton #6, Action Comics #880, Supergirl #44 e Superman #691. Sucedendo a trama, The Hunt for Reactron foi publicada em quatro partes em setembro e outubro, mostrando a reação de Supergirl e de Thara Ak-Var ao assassinato de Zor-El pelo vilão Reactron.
Com a conclusão das duas histórias, Eric Trautmann passou a colaborar com Rucka nos roteiros, a partir de novembro de 2009, com Action Comics #883 e, no ano seguinte, Trautmann colaboraria também com Robinson e Sterling Gates nos roteiros da revista Adventure Comics, durante a história Brainiac and the Legion of Super-Heroes, um crossover com as revistas Superman (escrita por Robinson) e Supergirl (escrita por Gates) e com a minissérie em três edições Last Stand of New Krypton, escrita por Robinson e Gates. O crossover sucederia o término da minissérie World of New Krypton e seria o "penúltimo capítulo" na saga de "Novo Krypton", que chegaria ao fim com minissérie em cinco edições War of the Supermen, publicada semanalmente em maio de 2010.

#### Novo hiato em maio de 2010 comWar of the Supermen
| |  |  |
| Eddy Barrows (esquerda) desenhou as primeiras edições de Greg Rucka à frente de Action Comics em 2009, e retornaria no ano seguinte para a minissérie War of the Supermen, que foi publicada semanalmente e também teve Jamal Igle (direita), então responsável pela arte da revista Supergirl, como um de seus artistas. |  |  |

A minissérie War of the Supermen apresenta os 100 minutos de confronto entre as forças militares de Novo Krypton e da Terra, com cada uma de suas quatro edições mostrando cerca de 25 minutos. A minissérie foi antecedida por uma edição especial War of the Supermen #0, distribuída gratuitamente pela editora. James Robinson e Sterling Gates foram os roteiristas tanto do especial, desenhado por Eddy Barrows, quanto da minissérie, desenhada por Barrows, Jamal Igle e CAFU.
Quando a minissérie foi anunciada, em dezembro de 2009, o editor Matt Idelson declararia que a intenção era publicá-la de forma que pudesse ser lida de forma isolada, mas que haveria histórias relacionadas publicadas nas demais revistas, como Superman e Supergirl. Quando o escritor Marc Guggenheim fora anunciado à época como o roteirista que sucederia Rucka e Trautmann em Action Comics, as cinco edições da minissérie seriam publicadas mensalmente, de forma a coincidir com o que estava sendo planejado peara a revista.
A publicação da minissérie e das revistas acabou seguindo um cronograma bem diferente em 2010: entre março e abril seria publicada a minissérie em três edições Last Stand of New Krypton; durante o Free Comic Day seria publicada War of the Supermen #0; todas as demais edições de War of the Supermen foram lançadas semanalmente em maio; e Superman, Action Comics e Supergirl teriam sua publicação interrompida durante War of the Supermen.
Após War of the Supermen, o Capitão Átomo continuaria a aparecer na revista Justice League: Generation Lost, enfrentando um ressuscitado Maxwell Lord e Superman retornaria à Terra, mas não às histórias de Action Comics: quando o escritor Paul Cornell assumiu os roteiros, na edição 890, foi para ter o vilão Lex Luthor como protagonista durante o arco de história Black Ring, desenhado por Pete Woods.

### 2010-2011: Paul Cornell emThe Black Ring, Nick Spencer emJimmy Olsen's Big Week

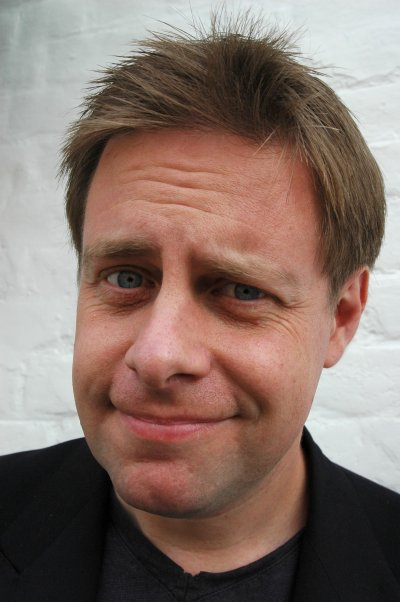
O escritor britânico Paul Cornell, o último a trabalhar na revista antes do relançamento.

Após a publicação, em 2007, da bem-sucedida minissérie adulta Wisdom, protagonizada pelo personagem homônimo, o escritor Paul Cornell escreveu, para a editora Marvel Comics, as quinze edições da aclamada revista Captain Britain and MI13, que foi publicada a partir de maio de 2008 e acabou sendo cancelada por suas baixas vendas pouco antes de ser indicada ao Hugo Award de "Melhor História Gráfica" pela trama reunida em seu terceiro volume encadernado, Vampire State. Em 2010, pouco após a indicação ser anunciada, a DC Comics contrataria Cornell, oferecendo-lhe a oportunidade de escrever Action Comics. Seu primeiro arco de história foi The Black Ring, publicado entre as edições 890e 900 da revista. Durante a trama, Lex Luthor viaja pelo mundo em busca de uma fonte de poder comparável ao anel energético que utilizou durante a minissérie The Blackest Night, e enfrenta outros vilões do Universo DC, como Vandal Savage, o Sexteto Secreto, Deathstroke, Larfleeze e o Gorila Grodd.
Marc Guggenheim havia sido inicialmente anunciado como o escritor de Action Comics, mas acabou sendo substituído por Cornell quando viu que não seria capaz de contar a história que estava planejando para a revista. Tão logo começou a produzir a trama, Cornell já planejava que prosseguisse até a edição 900. Durante a empreitada, ele foi acompanhado pelos desenhistas Pete Woods e David Finch, que ficaram responsáveis pela arte das história e pelas capas das revistas, respectivamente.
O trabalho de Cornell seria alvo de inúmeros elogios, particularmente se em comparação com o que o escritor J. Michael Straczynski desenvolvia na revista Superman com o herói durante o criticado arco Grounded, publicado no mesmo período. A história incluiu a participação de vários personagens da editora, incluindo a personagem "Morte", da série Sandman.
Durante a publicação de The Black Ring duas histórias secundárias foram publicadas concorrentemente: Em Action Comics #892, uma história de dez páginas estrelada por Superboy e entre as edições 893 e 896, as quatro primeiras partes de Jimmy Olsen's Big Week. A história de Superboy foi escrita por Jeff Lemire e desenhada por Pier Gallo, e serviu de prelúdio para o trabalho que os dois desenvolveriam na revista do personagem, que seria relançada quase dez anos após ter sido cancelada no início da década de 2000.

### Action Comics#900 eReign of the Doomsdays
Embora a edição 900 representasse não apenas a conclusão de Black Ring, como também uma continuação à história Reign of Doomsday - um crossover entre todos os personagens relacionados à Superman até então publicado em outras revistas - ela se tornaria particularmente conhecida pela história curta The Incident em que, declarando-se cansado de ver suas ações sendo consideradas um instrumento da política do Governo dos Estados Unidos, Superman renuncia à sua cidadania americana.
A jornalista Vaneta Rogers, do site americano Newsarama apontaria a história de Cornell publicada na 900ª edição como "triunfante" e um dos momentos mais brilhantes da carreira de Cornell, ao revelar que um dos objetivos de Luthor envolvia a clonagem do vilão Apocalypse em cinco distintos indivíduos, capazes de enfrentar não apenas Superman, mas toda a sua "família", numa trama que envolveria personagens como Supergirl e Aço, mas que, apesar de seu brilhantismo, acabaria sendo "ofuscado" pela imensa repercussão de The Incident.
Cornell seguiria como escritor de Action Comics até a 904ª edição da revista, com a publicação da conclusão do arco. A edição marca o término da publicação - em quantidade de edições lançadas, a maior revista em quadrinhos americana do gênero "super-herói" - que seria relançada, junto à toda linha de revistas da editora, em setembro de 2011, com Grant Morrison como escritor.
A conclusão de Reign of Doomsday foi publicada em agosto de 2011 e, coincidentemente, a aclamada passagem do escritor em Action Comics teve a mesma duração que a também aclamada, mas cancelada por baixas vendas, Captain Britain and MI13: 15 edições e um anual. Sobre o fato, ironizou em entrevista que, se com uma foi cancelado pelo editora, com a segunda, ao "igualar um recorde pessoal", acabou fazendo com "a editora inteira fosse cancelada".

## 2011: Relançamento

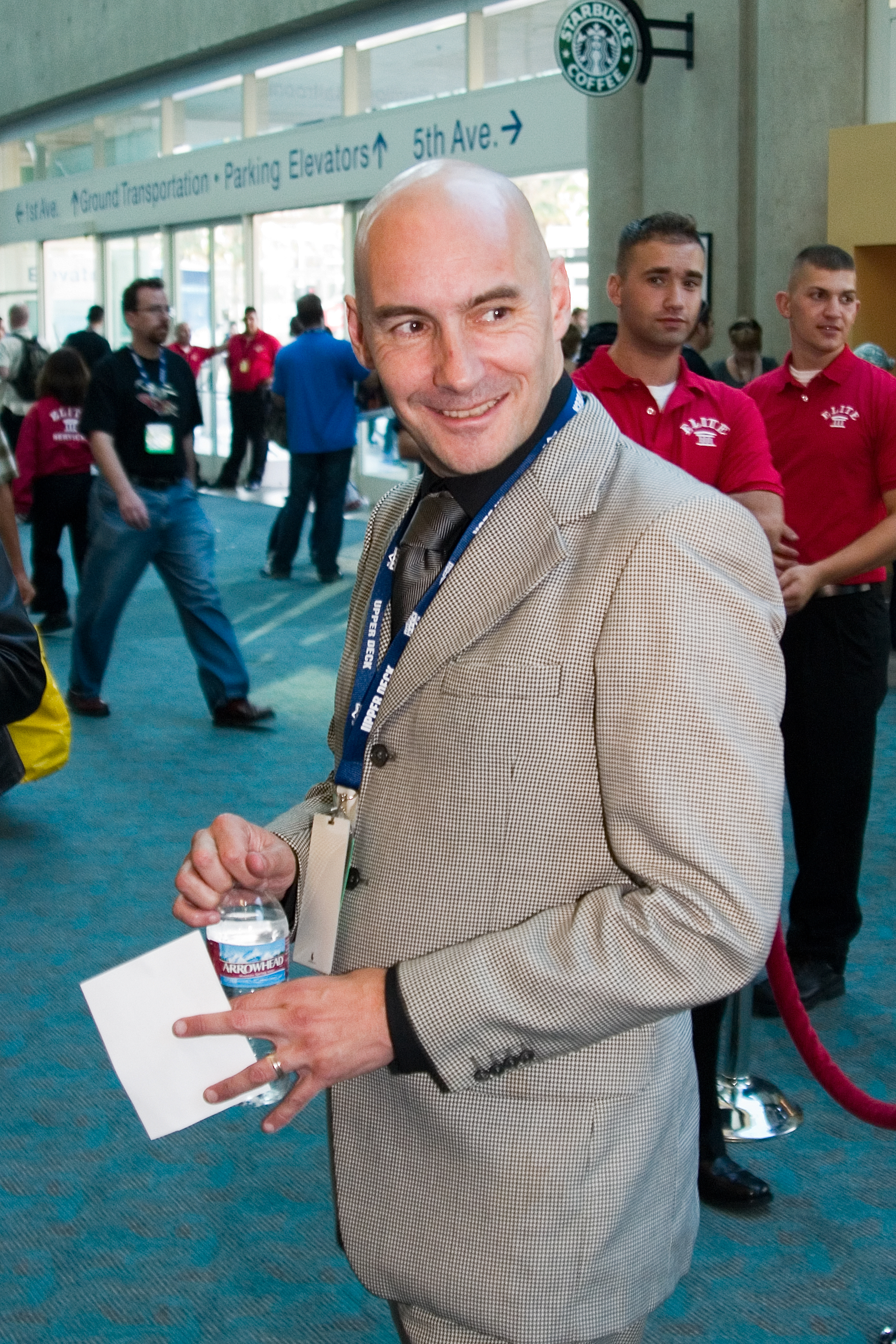
Grant Morrison assumiu os roteiros de Action Comics a partir de um novo número 1 publicado em setembro de 2011

Em 23 de maio de 2011, o jornalista americano Rich Johnston publicou em seu site um post questionando qual seria o "grande anúncio" que o escritor Geoff Johns e o desenhista Jim Lee, ambos os responsáveis pela coordenação editorial de todas as revistas do Universo DC, fariam em 11 de junho durante a realização da convenção Hero Complex. Alegadamente ambos fariam declarações "bombásticas" que mostrariam uma nova direção para toda a editora, em especial para Superman.
A partir daí, começaram as especulações. Em 31 de maio, o site de Johnston, "Bleeding Cool", publicou uma nota informando que Johns escreveria e Lee seria o desenhista de Justice League #1, uma nova revista reunindo a Liga da Justiça. Também em 31 de maio Johnston revelaria que a editora, a partir de Setembro, relançaria todos as suas revistas, e declarou:
| “ | E com esses novos números um, virá um novo status quo. E, sim, personagens mudarão. Alguns talvez sequer continuem existindo. Haverá novas revistas, novos artistas, novas equipes, novos personagens, tudo novo. Sem plano algum de que esse novo status quo seja desfeito ou revertido posteriormente. | ” |

No dia seguinte, Johnston declarou que, embora ainda não estivesse certo do que seria anunciado, e se o anúncio teria relação com as duas notícias anteriormente publicadas, ele havia tomado conhecimento de que o que Johns e Lee revelariam "ou já foi anunciado pela editora, ou será anunciado antes da convenção". E assim foi: No mesmo dia a editora anunciou não apenas o cogitado relançamento, como também que passaria a promover o lançamento simultâneo de todas as edições impressas com suas respectivas versões digitais, sendo a primeira editora americana a adotar tal postura.
Gradualmente, foram sendo revelados as 52 revistas que iriam compor a nova linha editorial da editora, e tanto fãs quanto imprensa começaram a questionar se a editora promoveria também o relançamento de revistas clássicas, já com um extenso histórico de numeração, como Detective Comics, com mais de 800 edições, e Action Comics, com mais de 900. O relançamento de Detective Comics só se confirmaria em 6 de junho e rumores acerca de Action começariam a circular: enquanto o site americano Comic Book Resources apontava Grant Morrison como o escritor de Action Comics #1, sem saber apontar quem seria o desenhista, o site britânico Bleeding Cool, embora não tendo confirmado que Morrison seria o escritor, apontava Rags Morales como o desenhista. Detalhes sobre todas as demais revistas envolvendo Superman e seu elenco de apoio vazariam em 10 de junho.
Em 11 de junho, Morrison foi anunciado oficialmente por Johns e Lee como o escritor da revista, e durante o anúncio foi revelado que Action Comics recontaria o início da carreira de Superman, fornecendo uma versão modernizada das histórias originalmente publicadas em 1938.

## Os Novos 52

### Superman and the Fiend from Dimension 5(2011-2013) eThe Boy Who Stole Superman’s Cape(2012)

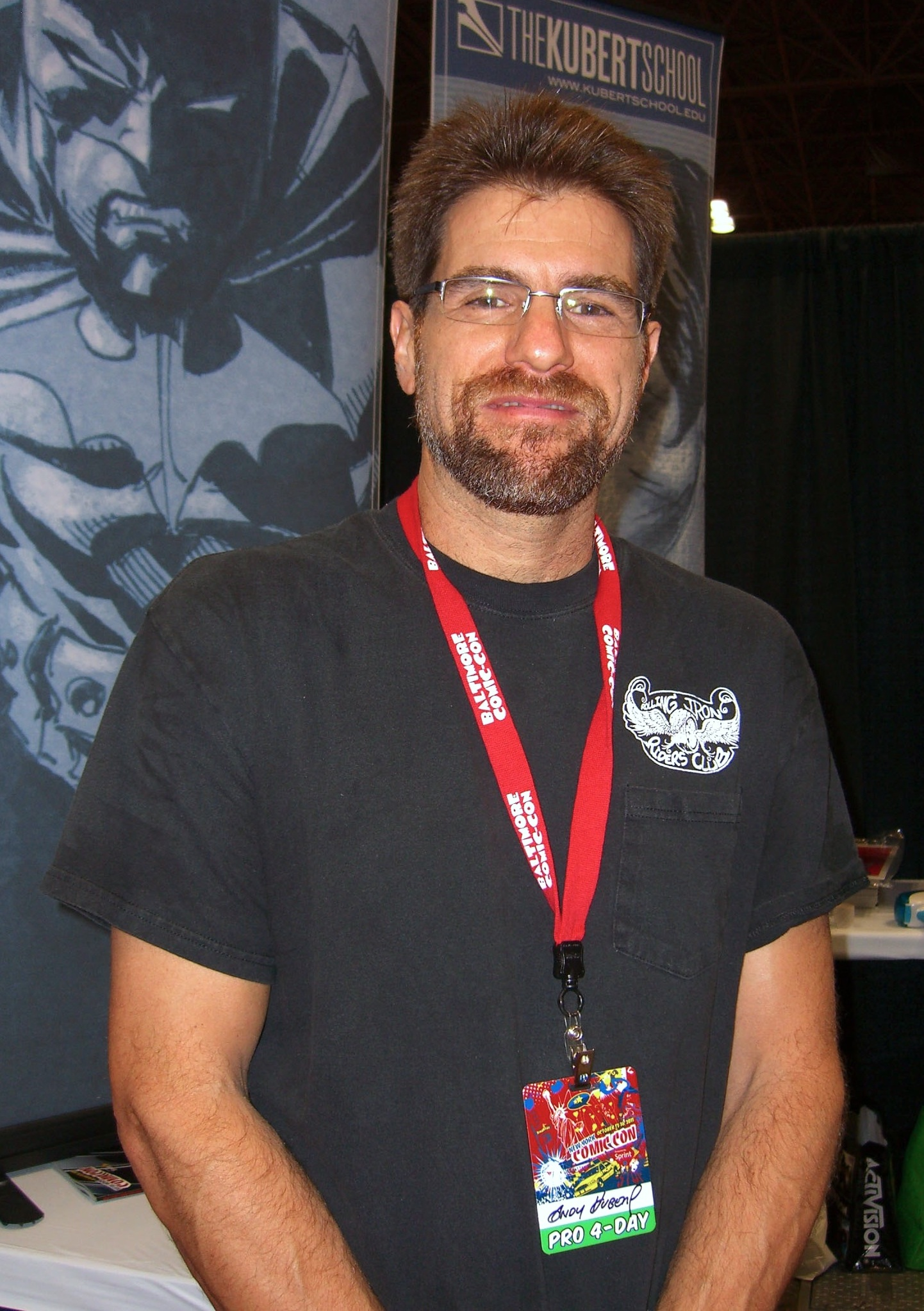
Andy Kubert foi o desenhista das edições 5 e 6 de Action Comics após o relançamento.

Com o relançamento, Morrison e o artista Rags Morales seriam a equipe responsável pela revista. A principal trama de Morrison, Superman and the Fiend from Dimension 5, foi publicada nas primeiras 18 edições regulares da revista e apresenta uma trama em que um mesmo super-vilão ataca Superman no passado, no presente e no futuro do personagem.
Morrison escreveu ainda The Boy Who Stole Superman’s Cape, publicada em Action Comics #0, uma edição especial lançada em Setembro de 2012, entre as edições 12 e 13. Desenhada por Ben Oliver, a revista apresentou o primeiro dia de Superman em Metropólis e antecede todas as demais histórias de Morrison. A edição foi bem recebida pela crítica e pelo público, e posteriormente a DC Comics a incluiria em Superman: A Celebration Of 75 Years, uma edição especial reunindo as mais importantes histórias publicadas desde a criação do personagem até 2013. As 19 edições de Morrison intencionalmente não seguem uma ordem cronológica sequencial, com as edições 5 e 6 apresentando uma trama que se passava anos à frente das tramas apresentadas nas demais edições. Morales e Brad Walker foram os principais desenhistas desse período, embora tenham havido contribuições de outros artistas, como Gene Ha e Andy Kubert
O editor-chefe da DC Comics, Dan DiDio, esclareceria que na nova continuidade, os super-heróis teriam surgido no mundo há cerca de cinco anos, e que, ao passo que os eventos mostrados na revista Justice League mostrariam o "primeiro ano" dos super-heróis no Universo DC, as histórias de Action Comics se passariam num período anterior a tudo isso, sendo Superman o primeiro super-herói a surgir A primeira edição da nova versão da revista vendeu cerca de 180 mil exemplares em seu mês de lançamento, e recebeu cinco tiragens adicionais.

### Sucedendo a Grant Morrison em 2013: Mudanças,fill-inse edições extraordinárias
Com a conclusão da história de Morrison, o escritor Andy Diggle e o desenhista Tony Daniel foram anunciados como os novos responsáveis pela revista a partir de Action Comics #19, entretanto, pouco antes da publicação da primeira edição, Diggle anunciaria que não continuaria na revista. À época, ele já havia planejado pelos menos dois arcos de história diferentes para a revista, apresentando novos vilões para o personagem.
Com a saída de Diggle, Daniel ficaria responsável por concluir os roteiros das duas edições seguintes, concluindo o arco de história iniciado pela dupla, "Hybrid". Inicialmente a trama ocuparia seis edições da revista, mas a partir de Action Comics #22 o escritor Scott Lobdell assumiria os roteiros da revista para uma história "fill-in" relacionada ao trabalho que já vinha desenvolvendo na outra revista do personagem Superman.
Entre a publicação das edições 23 e 24, a revista esteve envolvida no evento "Forever Evil", em Setembro de 2013. Nesse mês, denominado "Villains Month", como forma de comemorar o segundo aniversário do relançamento, todas as revistas da editora deixaram de ser publicadas, sendo substituídas por edições especiais protagonizadas por vilões. Todas as capas foram impressas usando uma tecnologia de "impressão lenticular", que lhes concedia um efeito 3D. As revistas também seriam lançadas com versões "2D", mais baratas, mas por terem sido ambas as versões produzidas com antecedência adicional, a editora não pode publicar nas capas os créditos dos profissionais responsáveis pelo conteúdo de cada revista.
Foram lançadas quatro edições especiais de Action Comics em Setembro de 2013, cada uma apresentando uma história destacando um vilão diferente:
- Action Comics #23.1: Cyborg Superman, escrita por Michael Alan Nelson e desenhada por Mike Hawthorne
- Action Comics #23.2: General Zod, escrita por Greg Pak e desenhada por Ken Lashley
- Action Comics #23.3: Lex Luthor, escrita por Charles Soule e desenhada por Raymund Bermudez
- Action Comics #23.4: Metallo, escrita por Sholly Fisch e desenhada por Will Conrad

### Greg Pak,DoomedeHorrorville

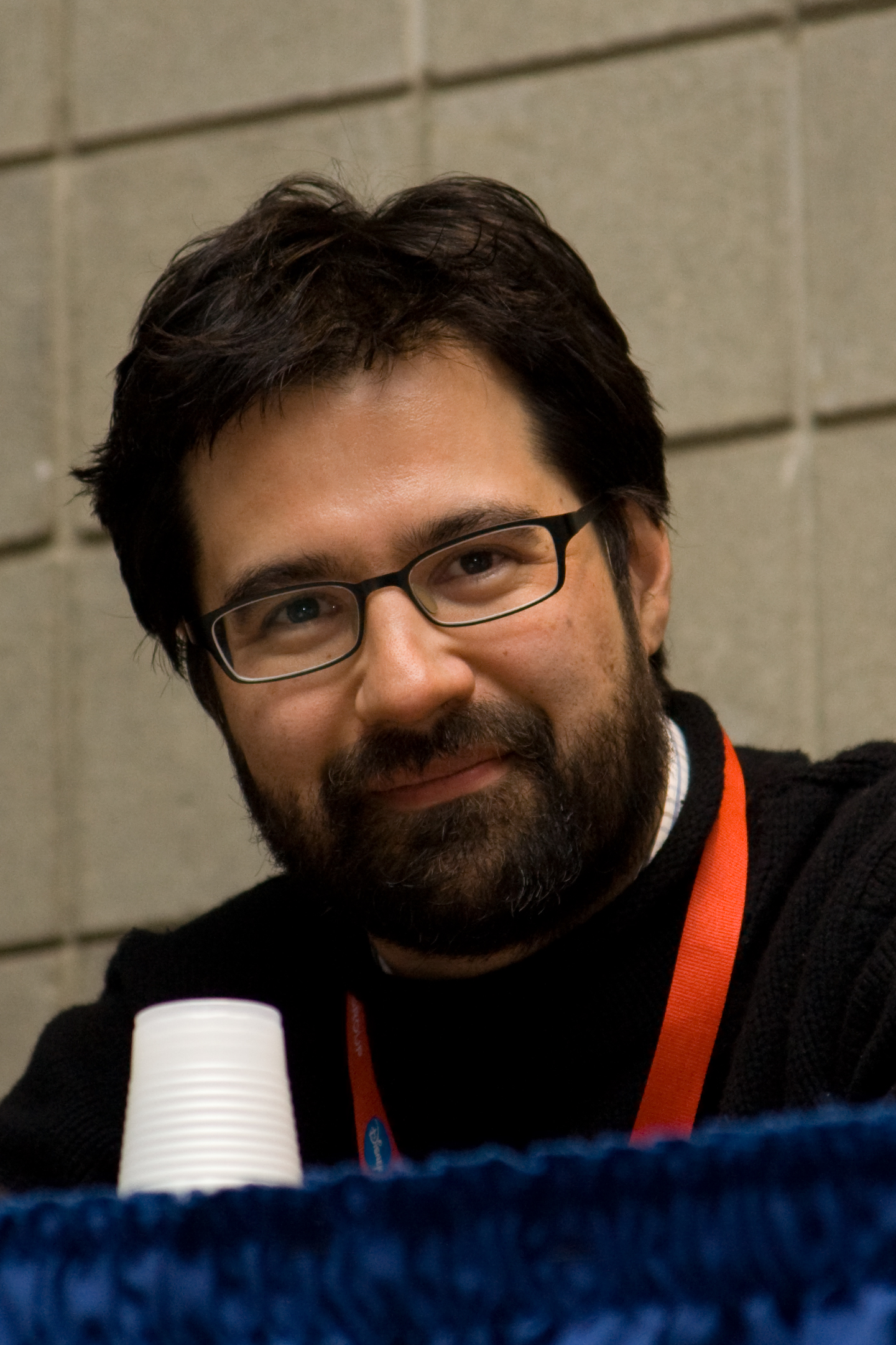
Greg Pak tem escrito regularmente Action Comics desde 2013, inclusive durante Doomed.

O escritor Greg Pak e o artista Aaron Kuder seriam anunciados em junho de 2013 como os substitutos definitivos de Diggle e Daniel a partir da edição 25, que seria lançada em Novembro daquele ano. A primeira edição da dupla apresentava uma história isolada, situada no início da carreira de Superman e uma segunda história estabelecendo a trama para as edições seguintes, que envolvia a personagem Lana Lang, que viria a se tornar parte importante do elenco de apoio das histórias de Pak a partir daí.
A partir da edição 30, a revista esteve envolvida num arco de história comum às outras revistas do personagem, Superman/Wonder Woman, Batman/Superman e Superman. Intitulado Superman: Doomed, a história narrava um confronto entre o herói e o vilão Apocalipse e prosseguiria até à edição 34 da revista. Após a luta com Apocalipse, um novo vilão surge na história: Brainiac infecta Superman com um vírus que o transforma numa versão monstruosa com as características do próprio Apocalipse, fazendo-o perder o controle sobre suas ações, e ser incapaz de defender o planeta de um ataque. Brainiac consegue usar seus poderes psiquícos para absorver as mentes de diversas pessoas, e sua invasão se espalha até que Superman consegue contra-atacar. A história é dividida em "atos", como uma peça de teatro: Infected em Maio de 2014, Enemy of the State em Junho, Super Doom em Julho, e Last Sun em Agosto.
A conclusão do evento se deu com a publicação de Superman: Doomed #2, mas as consequências da história são abordadas a partir de outubro de 2014, na edição 35 de Action Comics. Superman: Doomed #2 apresentou vislumbres de um outro evento planejado pela editora para 2015, envolvendo os diferentes universos da editora, criados antes do relançamento.
Em Action Comics #35 Superman retorna para Smallville após meses no espaço e descobre as graves consequências que os eventos narrados em Doomed trouxeram para a cidade e para todo o planeta. A partir daí começa a se desenvolver a nova trama de Pak na revista, Horrorville, com a primeira aparição do vilão Ultra-Humanoide na nova continuidade.

### Capas variantes temáticas
Em 2012, após o lançamento da revista Justice League of America com 52 capas variantes, a DC Comics anunciou que interromperia o seu programa de capas variantes, deixando de lançar múltiplas versões de capa para uma mesma revista, para evitar novos excessos.
Em 2014 a iniciativa seria retomada, mas com importantes modificações: inicialmente a editora passaria a publicar capas para suas diferentes revistas com temáticas diferentes a cada mês, como forma de incentivar encomendas maiores de cada uma, dessa forma, um comerciante poderia encomendar a capa alternativa se pedisse uma quantidade substancial da revista com sua capa regular, mas a partir de junho, a política de incentivo foi abandonada, com os pedidos podendo ser feitos livremente, o que representou um considerável aumento nas vendas.
Em junho de 2014, o tema foram "bombshells", em julho, a comemoração dos 75 anos da criação de Batman e em agosto de 2014 o tema foram "selfies". Em setembro, a publicação foi interrompida por causa do evento Futures End, e em outubro o programa foi retomado com o tema "monstros". No mês seguinte, em razão do lançamento do jogo Lego Batman 3: Beyond Gotham, o tema foram versões dos personagens em formato LEGO. Em dezembro de 2014 não há um "tema", mas nas capas variantes desse mês os personagens são retratados em artes especialmente produzidas pelo artista Darwyn Cooke em formato vertical. Em janeiro de 2015 o tema foi a comemoração do aniversário de 75 anos da criação do personagem Flash e foi disponibilizada uma capa elaborada pelo artista Dave Johnson As capas variantes já se tornaram um atrativo adicional esperado, e em fevereiro de 2015 o tema foi anunciado como sendo a popular personagem Harley Quinn, que apareceria interagindo com os personagens na capa de suas revistas, "invadindo" a arte, incluindo Action Comics #39, cuja capa variante foi produzida por Nicola Scott e em março, o tema serão filmes, e Action Comics #40 teve uma capa produzida pelo artista Joe Quinones homenageando o cartaz do filme Bill & Ted's Excellent Adventure.

### Futures EndeConvergence
Em fevereiro de 2014, a editora anunciaria que para o terceiro aniversário do relançamento, planejava que todas as revistas publicadas em Setembro de 2014 apresentassem histórias relacionadas à minissérie The New 52: Futures End, mostrando futuros potenciais para todos os personagens, cinco anos à frente das histórias então contadas. As capas adotariam a mesma impressão lenticular utilizada no ano anterior durante o mês dedicado aos vilões, e apresentariam as transformações sofridas pelos personagens. Em entrevista, DiDio explicaria que todas as revistas seriam publicadas com a indicação de que eram relacionadas à minissérie e em Setembro de 2014, Action Comics seria lançada como Action Comics: Futures End #1.
Sucedendo às edições especiais, seria lançada outra minissérie, com o objetivo de mostrar, no presente, os eventos que poderiam levar ao futuro possível apresentado em Futures End, e a partir de Outubro de 2014 começaria a ser publicada Earth 2: World's End. Ambas as minisséries teriam sua conclusão publicada em 1 de Abril de 2015, mesma data em que começaria a publicação de um evento intitulado Convergence. Durante os meses de Abril e Maio de 2015, toda a linha da editora tem sua publicação suspensa, sendo substituída por minisséries em duas partes ligadas ao novo evento. As 40 minisséries serão lançadas ao longo de quatro semanas, em grupos temáticos. Na quarta semana de Abril o tema é o universo DC "pré-Crise", com diferentes personagens em suas versões anteriores ao evento Crise nas Infinitas Terras protagonizando dez séries situadas naquele período, incluindo uma minissérie intitulada Action Comics, situada na Terra 2 e escrita por Justin Gray.
A trama de Gray colocará as versões "pré-Crise" de Poderosa e Superman da Terra 2 em confronto com uma versão do vilão Lex Luthor originada do universo ficcional da minissérie Superman: Red Son. As duas edições especiais de Action Comics publicadas durante o período terão capas alternativas produzidas pelo premiado designer Chipp Kidd. Kidd elaborou 80 artes diferentes - uma para cada capa de cada especial que fosse publicado pela editora, dividindo-os em quatro "grupos", atribuindo uma das quatro cores do sistema CMYK para as revistas publicadas em cada uma das quatro semanas de cada um dos dois meses: "Ciano" para a primeira semana, "Magenta" para a segunda, "Amarelo (Yellow)" para a terceira semana e "Preto (Key)" para a quarta semana. Action Comics se enquadra no quarto grupo, e como todas as demais publicações, apresentará uma arte do período retratada de forma alterada pela colorização.

## 2015-2016: O fim da linhaOs Novos 52, e as mudanças promovidas emDC You
Em fevereiro de 2015, a DC Comics anunciaria que, após a conclusão de Convergence, em junho daquele ano, abandonaria o título "Os Novos 52" para sua linha de revista, embora a nova continuidade estabelecida em 2011 com o relançamento continuasse a ser utilizada na maior parte das revistas. No comunicado oficial, o editor Dan DiDio declararia: "Nesta nova era de narrativas, a história vale mais que a continuidade". O objetivo seria "empoderar" os artistas de forma a serem capazes de contar a melhor história possível, sem as "amarras" da cronologia ficcional.
O desenhista e publisher da editora, Jim Lee, explicaria que "Ao invés de ter 52 publicações situadas todas numa mesma continuidade, e nos focar em manter o universo ficcional coesa e consistente internamente, agradando a um só 'paladar', nós decidimos quebrar as coisas. Teremos uma linha central de 25 revistas que terão uma consistência interna, que são nossas publicações mais bem vendidas. Mas o resto da linha serão 24 publicações que terão permissão para 'sacudirem' as coisas um pouco mais", e serem mais inventivas. Embora Action Comics permanecesse como parte da "linha central" da editora, seu protagonista não deixou de passar por uma reinvenção. Toda a linha buscava apresentar histórias mais contemporâneas e diversificadas, e Superman também seria atingido por essa nova forma de conduzir as histórias dos personagens.
Essa nova fase da editora seria alvo de uma forte campanha de publicidade, onde receberia o título de "DC You". Amit Desai, um dos executivos responsáveis pelo marketing da editora, explicaria que "DC You", um trocadilho com "DC U", forma de se referir ao universo ficcional da editora, era mais que uma campanha de marketing, mas uma nova iniciativa para a produção de uma linha editorial mais diversificada: "Com o novo Universo DC, há uma história para cada tipo de fã da DC Comics". Desai também destacaria que essa nova fase da editora quatro temas norteariam a produção do material: personagens, talento, histórias e fãs. O engajamento dos fãs era incentivado na campanha através do uso da hashtag #DCYou, e as mudanças que ocorreriam nas histórias do icônico Superman através dos talentos de Gene Luen Yang e John Romita Jr. era um dos pontos destacados.

## 2016-atualidade: Retomada da numeração clássica
Durante a publicação dos eventos da minissérie Convergence, um personagem ressurgiria: o Superman "clássico", em sua versão anterior ao relançamento, estaria vivo, ainda casado com Lois Lane, mas sem seus poderes graças à interferência do vilão Telos. A trama da minissérie explicaria que diversas cidades de diferentes pontos da cronologia fictícia da DC Comics que haviam sido apagadas com o relançamento de 2011 haviam sido capturadas pelo vilão, e seus habitantes colocados num ambiental controlável, um experimento similar a um zoológico, por um considerável período, até que o vilão decide simplesmente chocar as cidades umas contra as outras, forçando as vítimas a ser confrontarem. Numa das minisséries, é revelado que Superman e Lois Lane estariam aprisionados por um ano dentro de uma Metropólis isolada por uma redoma, e, nesse período, ela havia engravidado do herói.
Durante os eventos narrados na minissérie, Lois Lane dá a luz ao filho do casal, e a família consegue sobreviver à destruição causada pelos vilões, se transportando para a realidade alternativa que vinha sendo apresentada nas revistas da editora desde 2011, passando a viver no anonimato. E nessa realidade, o outro Superman, que protagonizava as revistas, vinha passando por consideráveis percalços: após ter sua identidade secreta como Clark Kent, perderia grande parte de seus poderes, e enfrentaria tantos desafios numa sequência que o levaria ao esgotamento. Essa história, intitulada The Final Days of Superman, seria publicada entre abril e maio em todas as quatro revistas então protagonizadas por aquele personagem - além de Action Comics, as revistas Batman/Superman, Superman/Wonder Woman e Superman. Ao comentar a história, Chris Sims do site americano "Comics Alliance", resumiria
| “ | The very simple idea at the core of the story being that all of this damage to Superman’s cells — losing and regaining his powers, pushing himself to fight harder, being infected with living shadows, burning himself out with his new Solar Flare power and eventually poisoning himself to get better, all in a relatively short amount of time — has finally taken its cumulative toll. Superman’s dying, and there’s not much he can do about it, at least until the end of this particular story. In that respect, everything makes a certain kind of sense. | ” |